# Ford Thunderbird

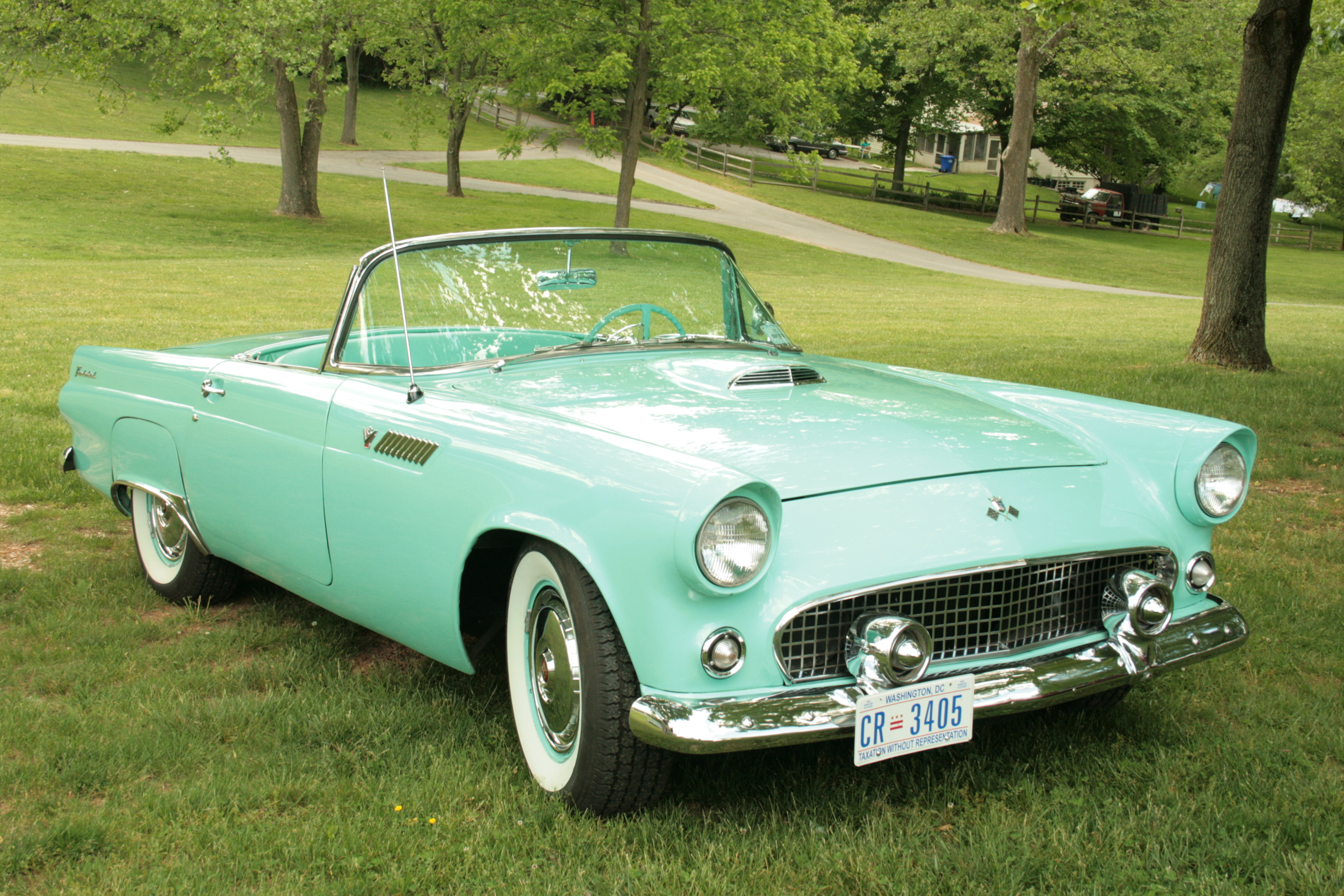
Ford Thunderbird (1955–1957)

Der Ford Thunderbird war ein vom US-amerikanischen Automobilhersteller Ford von 1955 bis 1997 und erneut von 2002 bis 2005 angebotenes, sportlich orientiertes Pkw-Modell.
Der kurz T-Bird genannte Wagen gilt als einer der Klassiker des amerikanischen Automobilbaus. Er symbolisiert in den Vereinigten Staaten die 1950er und 1960er Jahre. Der Name „Thunderbird“ (deutsch: „Donnervogel“) steht für einen der am längsten in der Automobil- und Industriegeschichte durchgängig verwendeten Warennamen, vergleichbar mit Corvette oder Mustang.

## Geschichte

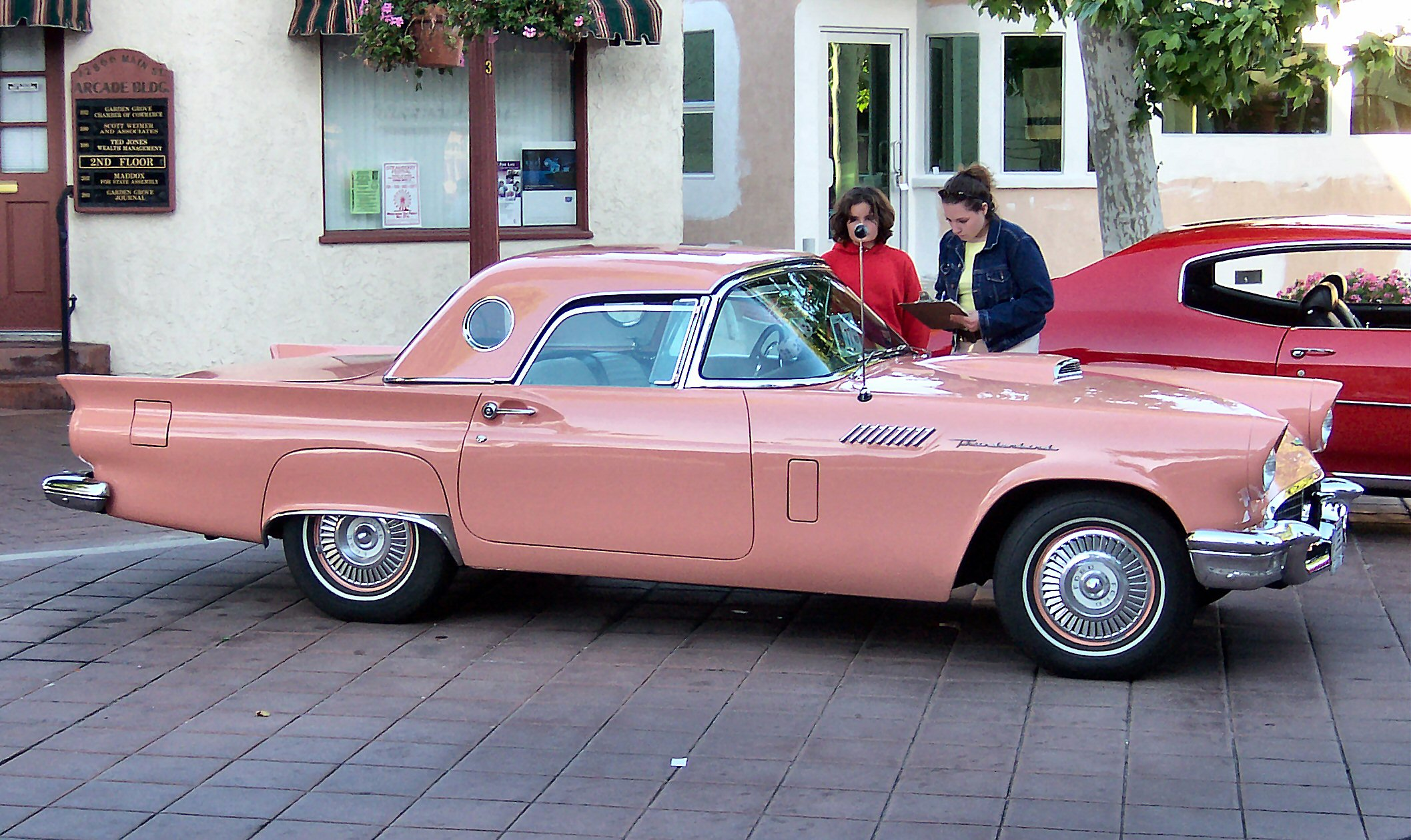
Hardtop mit Bullauge am ’57er Thunderbird

Am Anfang war der Thunderbird (1955–1957) noch ein reiner sportlicher Zweisitzer und wurde als Konkurrenz zur Chevrolet Corvette platziert. Für den Thunderbird sprach damals der V8-Motor, den die Corvette erst später bekam.
Die späteren Modelle (1958–1969) hatten die charakteristische kantigere Form der mittleren 1960er Jahre. Die Motorleistung wuchs von etwa 150 bis auf über 300 HP, und die Fahrzeuge waren als Viersitzer deutlich größer als das Ursprungsmodell.
Von 1968 bis 1971 gab es den Thunderbird auch als viertürige Version, wobei die hinteren Türen gegenläufig öffneten – Suicide Doors wie beim Lincoln Continental der Jahre 1961–1970. Spätestens zu diesem Zeitpunkt waren die Fahrzeuge offiziell maximal als Sechssitzer erhältlich. Es gab aber auch Fünfsitzer-Kombinationen mit drei vorderen und zwei hinteren Sitzen. Zumindest für die Fahrzeuge der Jahre 1967–1971 gilt, dass sie im Fahrverhalten und im Verbrauch besser als die Konkurrenz von GM und Chrysler abschnitten.
In den 1980er und 1990er Jahren verlor der Wagen allerdings immer mehr an „Gesicht“ und Bedeutung. Größe und Leistung blieben im Verhältnis zu anderen Fahrzeugen zwar weiterhin gut, wiesen aber keinen technischen Vorsprung mehr wie in früheren Jahren auf. Die Motorisierung in den 1980ern waren R4-Turbomotoren sowie V6- und V8-Triebwerke. Zum Ende der 1980er und die 1990er hindurch gab es V6-, V8- und V6-Kompressormotoren.
Trotz des sich verändernden Käuferverhaltens, welches SUVs und Pickups auf den Vormarsch brachte, wies der Thunderbird bis in die 1990er-Jahre gute Verkaufszahlen auf. Parallel dazu verloren Personal Luxury Cars immer mehr an Bedeutung.
Mit der letzten Auflage, ab dem Modelljahr 2002 bis Ende 2005 hergestellt, wurde eine Reminiszenz an die Urversion dieses Autos geschaffen, das zu den bekanntesten Automobilen der USA zählt.

## Thunderbird-Generationen nach Modelljahren

### „Classic Birds“ (1955–1957)

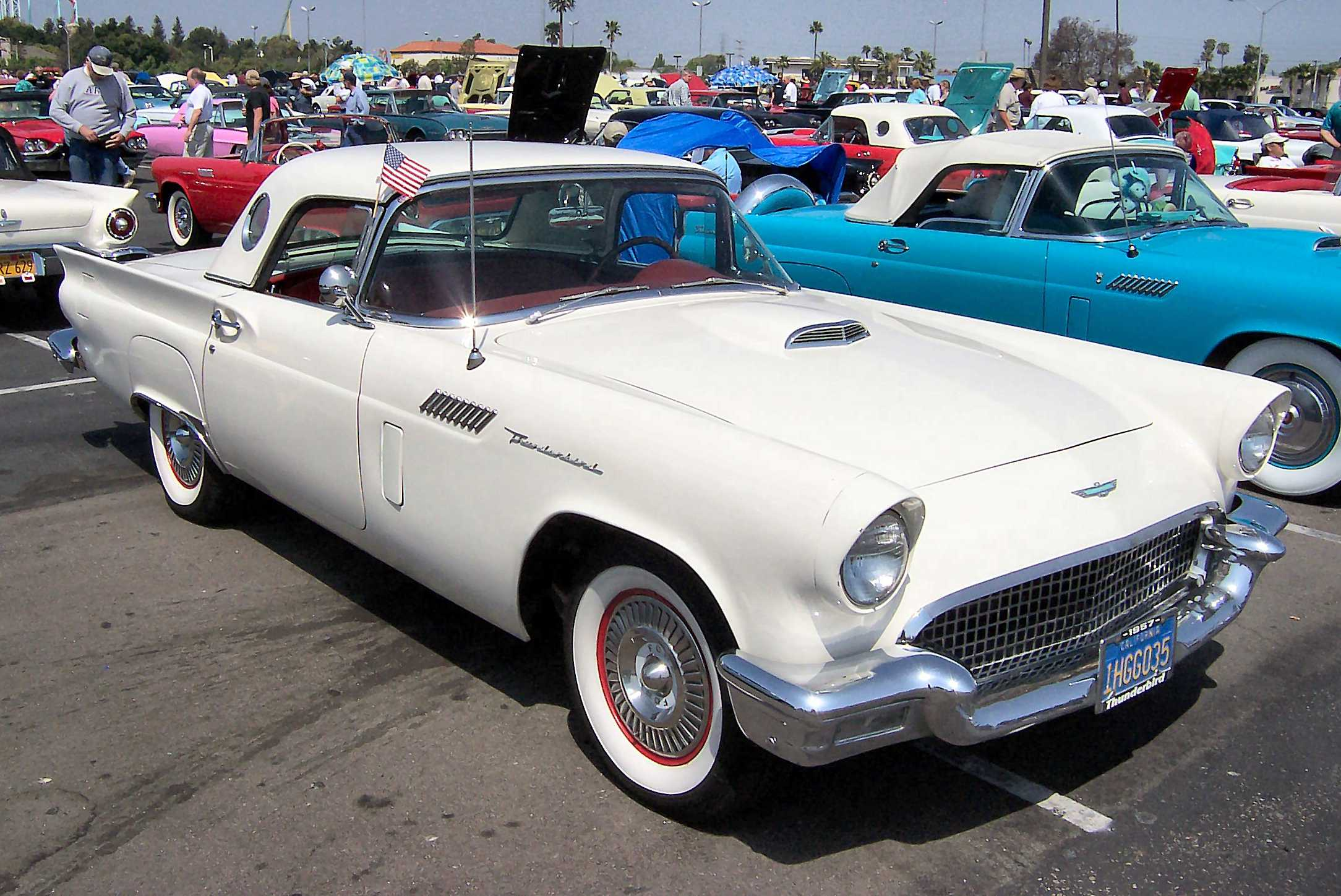
Ford Thunderbird, 1957

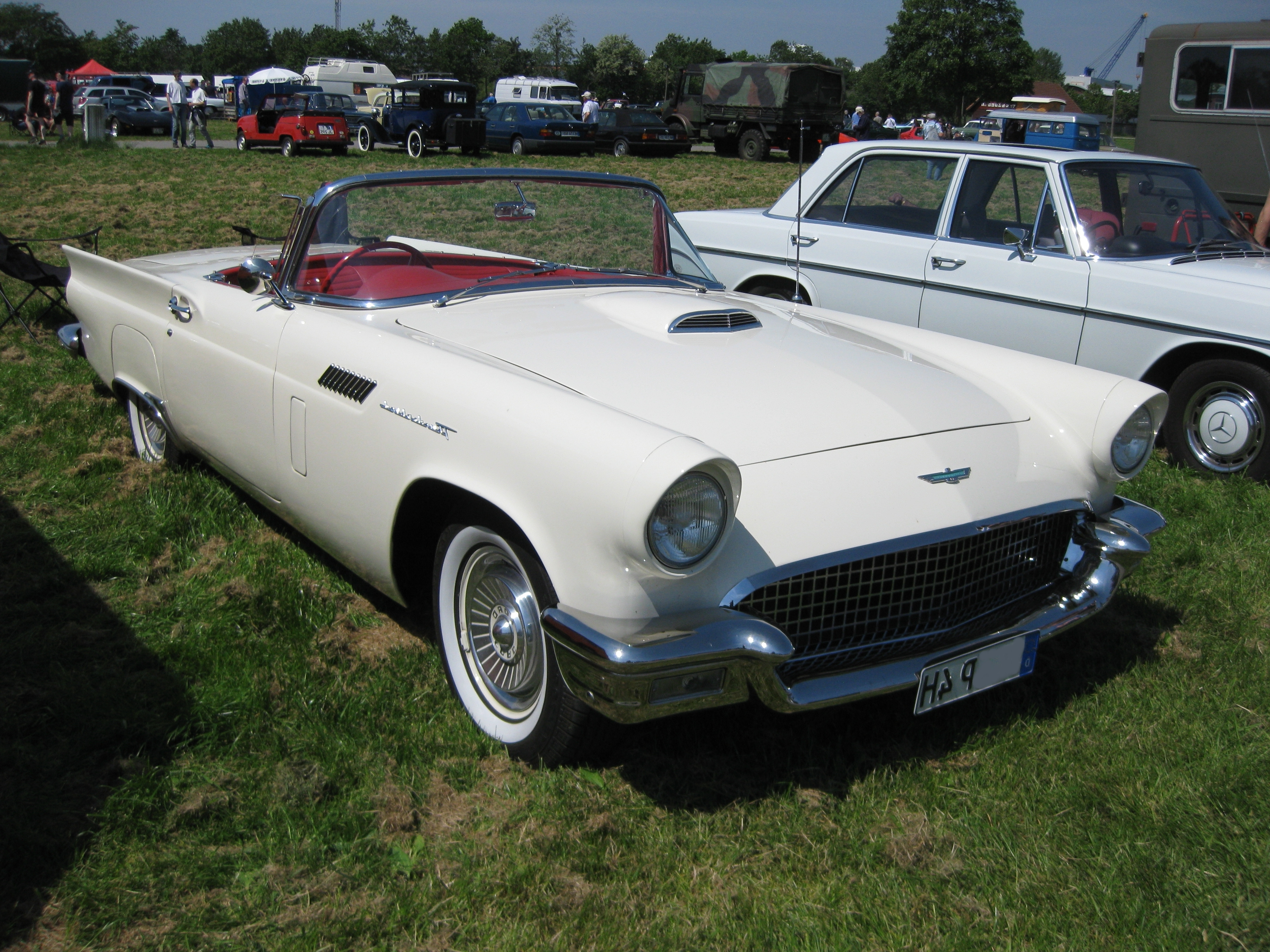
Ford Thunderbird Roadster

Der ursprüngliche und heute ikonische Thunderbird-Zweisitzer war von Ford als Alternative zu europäischen Sportwagen, wie dem Jaguar XK 120 oder dem Nash-Healey, geplant. Die Fertigung des ersten Thunderbird begann am 5. September 1954. Berühmt wurde das Hardtop des 57er-Modells mit seinen seitlichen runden Bullaugen-Fenstern.
Angetrieben wurde der Thunderbird anfangs von einem neu konstruierten V8-Motor der Konzernschwester Mercury mit 4,8 Liter Hubraum (292 in3), der mit Holley-Doppel-Registervergaser 193 brutto SAE-HP (144 kW) bei 4400 min−1 leistete und eine Verdichtung von 8,1 : 1 hatte. Die Kraftübertragung übernahm serienmäßig ein manuelles Dreiganggetriebe; gegen Mehrpreis waren ein Viergang-Overdrive-Getriebe (Mehrpreis 110 USD) und eine Ford-O-Matic-Automatik (Mehrpreis 178 USD) erhältlich. Bei letzterer leistete der Motor sogar 198 SAE-HP (148 kW), die Verdichtung betrug dabei 8,5 : 1. Ab Werk wurde der Thunderbird mit einem Fiberglas-Hardtop ausgeliefert. Ein Stoffverdeck konnte gegen einen Aufpreis von USD 290 geordert werden. Radio, Heizung, elektrische Fensterheber und elektrisch verstellbare Sitze sowie Servolenkung und Bremskraftverstärker waren Extras. Die vordere Radaufhängung des Thunderbird bestand aus oberem und unterem Dreiecksquerlenker mit Schraubenfedern, hinten hatte er eine Starrachse, welche an Halbelliptikblattfedern geführt war. Alle vier Räder hatten Trommelbremsen.
1956 wurde der Thunderbird leicht überarbeitet. Kennzeichen waren das außenliegende Reserverad am Heck, Windabweiser an den A-Säulen und Entlüftungsschlitze an den vorderen Kotflügeln. Die Enden der zwei Auspuffrohre mündeten nun in der hinteren Stoßstange. Der 4,8 Liter war mit 200 SAE-HP bei 4600 min−1 für das Schaltgetriebe und 202 SAE-HP für die Ford-O-Matic angegeben, neu war ein „Thunderbird Special“-V8 mit 5,1 Litern (312 in3), der 215, mit Automatik 225 SAE-HP leistete.
Das Modell 1957 erfuhr ein größeres Facelift mit stärker akzentuierten Heckflossen und einer einteiligen Stoßstangen/Kühlergrillkombination an der Front; das Reserverad war wieder im Kofferraum untergebracht, der aber größer wurde, da die Wagenlänge um 155 mm zunahm. Der 4,8 Liter wurde mit 212, der 5,1 Liter mit 245 SAE-HP angegeben; zusätzlich kam eine Variante dieser Maschine mit einem McCulloch/Paxton-Kompressor in das Programm, die 300 SAE-HP bei 4800 min−1 leistete und sich Thunderbird Special Supercharged nannte. Darüber hinaus gab es eine NASCAR genannte Variante mit 340 SAE-HP bei 5300 min−1.
Der Radstand betrug 2590 mm. Die Höchstgeschwindigkeit ist mit ausstattungsabhängig 168–200 km/h angegeben.
| Modelljahr | Stückzahl | Preis ab US-$ |
| ---------- | --------- | ------------- |
| 1955       | 16.155    | 2.944         |
| 1956       | 15.631    | 3.151         |
| 1957       | 21.380    | 3.408         |

### „Square Birds“ (1958–1960)

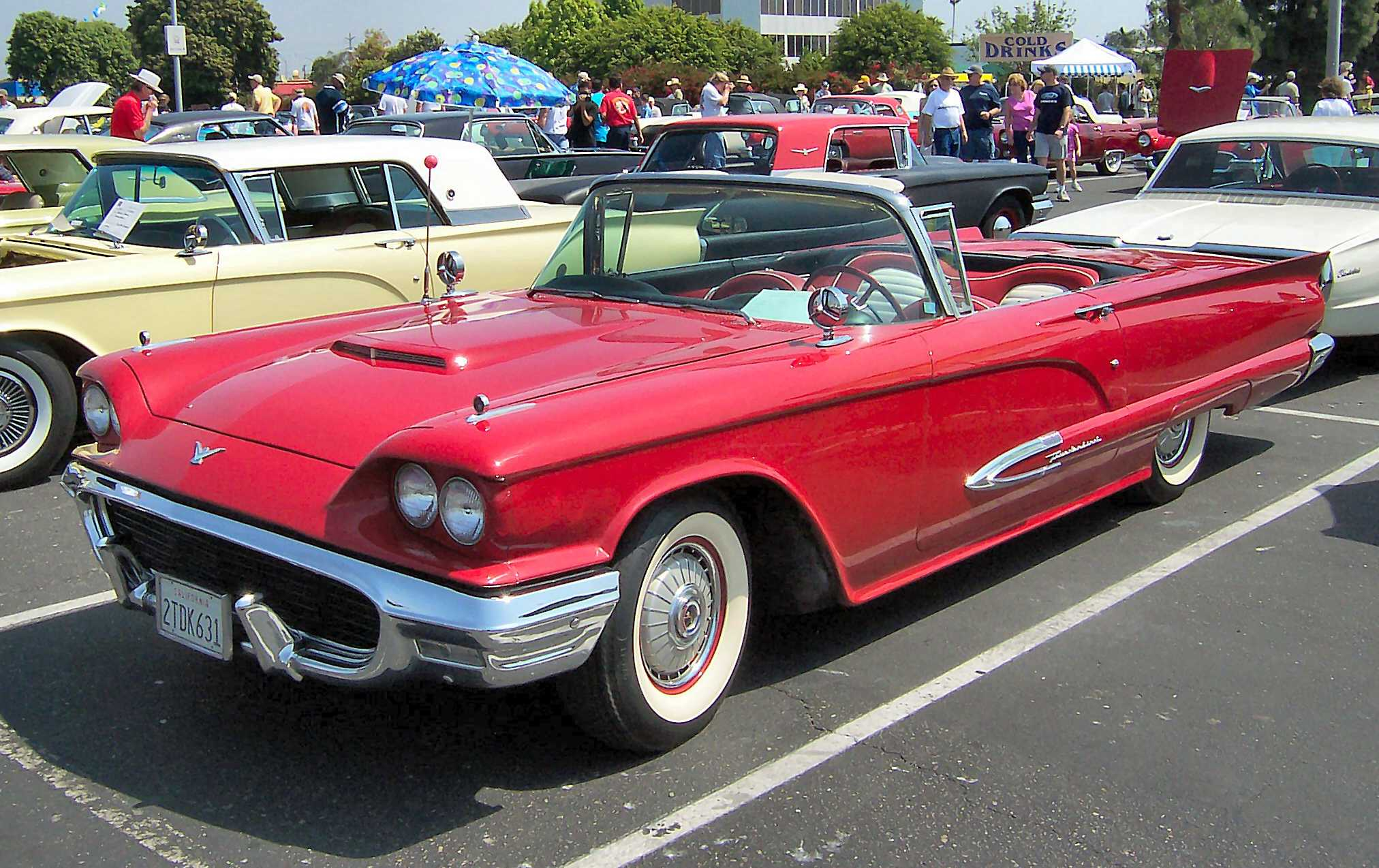
Ford Thunderbird, 1959

Obwohl der Thunderbird 1955–57 ein Erfolg war, befürchteten die Ford-Führungskräfte – insbesondere Robert McNamara (der spätere US-Verteidigungsminister unter Kennedy), dass die Positionierung des Wagens als Zweisitzer sein Verkaufspotenzial einschränkte. Daher wurde der Wagen für 1958 als Viersitzer neu konzipiert.
Der neue Thunderbird war erheblich größer als die vorherige Generation, mit einem längeren Radstand von 2.870 mm, um die neue Rückbank unterzubringen. Durch die Vergrößerung stieg auch das Gewicht des Wagens um 363 kg. Neben einer neuen, steiferen Unibody-Konstruktion gab es auch ein neues Styling mit Vierfach-Scheinwerfern, markanteren Heckflossen, einem wuchtigeren Chrom-Kühlergrill und einer größeren, wenn auch nicht funktionalen Motorhauben-Hutze. Die Hinterachse war ursprünglich eine damals sehr moderne Konstruktion mit Längslenkern und Schraubenfedern, die gegen optionale Luftfedern austauschbar sein sollte, die jedoch vor der Produktion gestrichen wurden.
Er wurde sowohl als Hardtop als auch als Cabriolet angeboten, obwohl letzteres erst im Juni 1958 eingeführt wurde, fünf Monate nach der Einführung des Hardtops.
Der Motor war der neue 300 PS (224 kW) 352 in3 (5,8 Liter) FE V8, der mit einem Dreigang-Schaltgetriebe oder einem Automatikgetriebe erhältlich war. Als Extras gab es eine Klimaanlage, elektrische Fensterheber, elektrisch verstellbare Sitze, Bremskraftverstärker und Servolenkung.
Obwohl der neue Thunderbird erst in der Mitte des Modelljahres 1958 auf den Markt kam, erlebte er eine bis dahin nicht gekannte Verkaufsdynamik: Innerhalb von drei Jahren wurden 200.000 Einheiten verkauft, viermal mehr als in den 3 Jahren des zweisitzigen Classic-Birds. Dieser Erfolg begründete ein neues Marktsegment, des Personal Luxury Cars.
Für 1959 erhielt der Thunderbird einen neuen Kühlergrill, anderes Dekor an den Seiten und Heck, ferner wurde die Hinterachse wieder auf die konventionelle Blattfederung geändert. Gegen Aufpreis gab es einen neuen optionalen 350 PS (261 kW) starken 430 in3 (7,0 Liter) MEL V8-Motor aus dem Lincoln, den es nur mit dem Cruise-o-Matic genannten 3-Gang-Automatikgetriebe gab. Die Verkäufe stiegen auf 67.456 Einheiten.
Für das Modelljahr 1960 wurde der Kühlergrill erneut überarbeitet, zusammen mit kleineren Styling-Änderungen. Eine neue Option war ein manuell bedienbares Schiebedach für die Hardtop-Modelle. Die zwei runden Rückleuchten der Modelle von 1958 und 1959 wurden durch drei ersetzt, mit Sequenzschaltung für das Blinken. Die Verkaufszahlen stiegen erneut an, 1960 wurden 92.843 Fahrzeuge verkauft.
| Modelljahr | Stückzahl                    | Preis ab US-$              |
| ---------- | ---------------------------- | -------------------------- |
| 1958       | Coupé: 35.758 Cabrio: 02.134 | Coupé: 3.630 Cabrio: 3.914 |
| 1959       | Coupé: 57.195 Cabrio: 10.261 | Coupé: 3.696 Cabrio: 3.979 |
| 1960       | Coupé: 80.938 Cabrio: 11.860 | Coupé: 3.755 Cabrio: 4.222 |

| Technische Daten Ford Thunderbird, Modelle 1960 | Technische Daten Ford Thunderbird, Modelle 1960                          | Technische Daten Ford Thunderbird, Modelle 1960    |
| Ford Thunderbird                                | 5.8                                                                      | 7.0                                                |
| ----------------------------------------------- | ------------------------------------------------------------------------ | -------------------------------------------------- |
| Motor:                                          | 8-Zylinder-V-Motor (Viertakt), Gabelwinkel 90°                           | 8-Zylinder-V-Motor (Viertakt), Gabelwinkel 90°     |
| Hubraum:                                        | 5766 cm³                                                                 | 7045 cm³                                           |
| Bohrung × Hub:                                  | 101,6 × 88,9 mm                                                          | 109,2 × 94 mm                                      |
| Leistung bei 1/min:                             | 224 kW (304 SAE-PS) bei 4600                                             | 261 kW (355 SAE-PS) bei 4400                       |
| Max. Drehmoment bei 1/min:                      | 516 Nm bei 2800                                                          | 653 Nm bei 2800                                    |
| Verdichtung:                                    | 9,6:1                                                                    | 10,05:1                                            |
| Gemischaufbereitung:                            | 1 Doppel-Registervergaser                                                | 1 Doppel-Registervergaser                          |
| Ventilsteuerung:                                | OHV, Kette                                                               | OHV, Kette                                         |
| Kühlung:                                        | Wasserkühlung                                                            | Wasserkühlung                                      |
| Getriebe:                                       | Dreiganggetriebe a.W. Dreigang-Automatik Cruise-O-Matic Hinterradantrieb | Dreigang-Automatik Cruise-O-Matic Hinterradantrieb |
| Radaufhängung vorn:                             | Dreiecklenker, Schraubenfedern                                           | Dreiecklenker, Schraubenfedern                     |
| Radaufhängung hinten:                           | Starrachse, halbelliptische Blattfedern                                  | Starrachse, halbelliptische Blattfedern            |
| Bremsen:                                        | Trommelbremsen rundum, Servo                                             | Trommelbremsen rundum, Servo                       |
| Lenkung:                                        | Kugelumlauflenkung, servounterstützt                                     | Kugelumlauflenkung, servounterstützt               |
| Karosserie:                                     | Stahlblech, selbsttragend                                                | Stahlblech, selbsttragend                          |
| Spurweite vorn/hinten:                          | 1524/1448 mm                                                             | 1524/1448 mm                                       |
| Radstand:                                       | 2870 mm                                                                  | 2870 mm                                            |
| Abmessungen:                                    | 5215 × 1956 × 1334–1349 mm                                               | 5215 × 1956 × 1334–1349 mm                         |
| Leergewicht:                                    | 1760–1843 kg                                                             | 1760–1843 kg                                       |
| Höchstgeschwindigkeit:                          | ca. 170–180 km/h                                                         | ca. 180–200 km/h                                   |
| 0–100 km/h:                                     | n. a.                                                                    | n. a.                                              |
| Verbrauch (Liter/100 Kilometer):                | ca. 16–22                                                                | ca. 17–24                                          |

### „Bullet Birds“ (1961–1963)

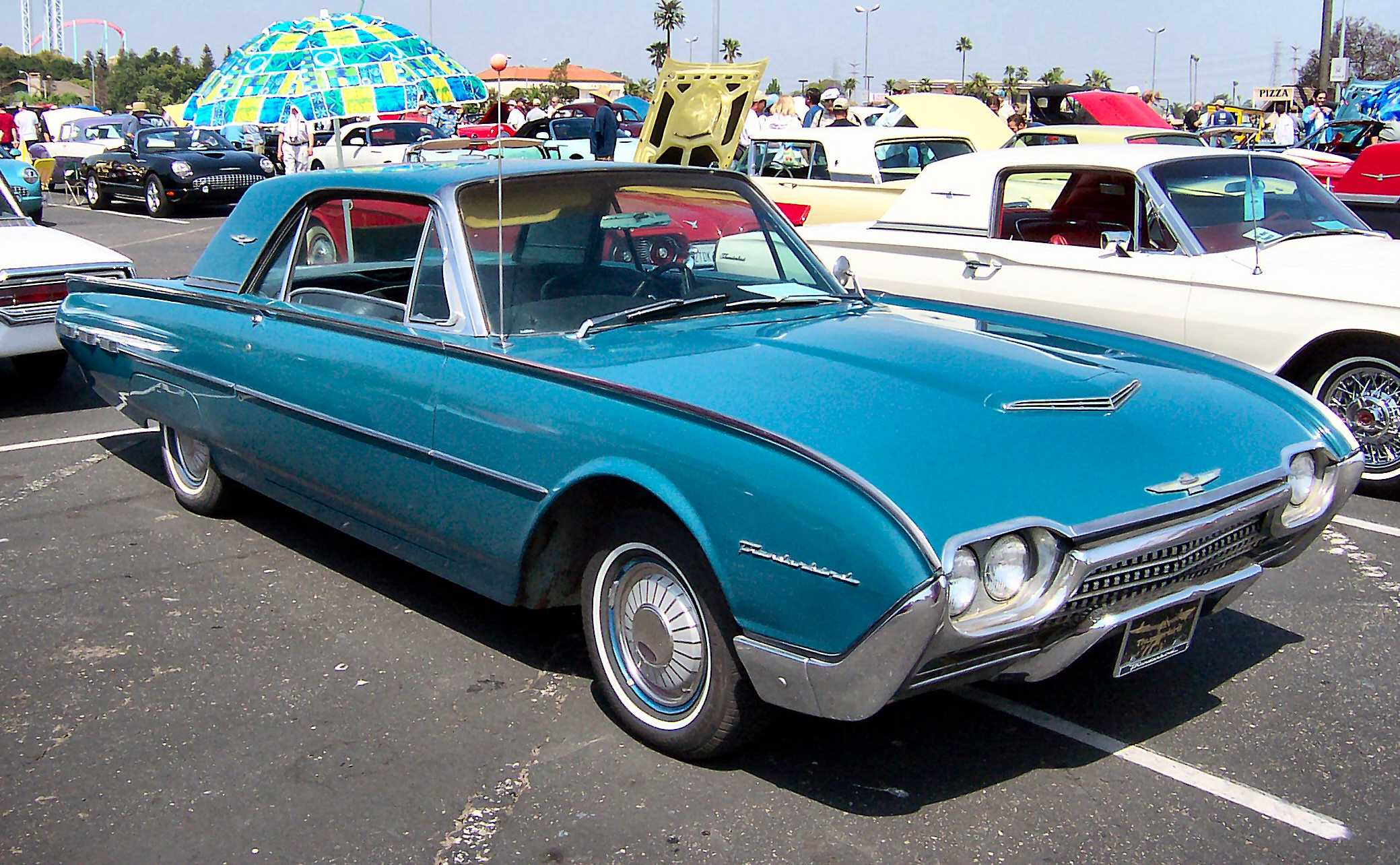
Ford Thunderbird, 1962

Der Thunderbird erhielt für 1961 eine neue Karosserie in rundlichem Design, die länger, flacher und breiter als die vorangegangenen Modelljahre war, auch wurde der T-Bird etwas schwerer als die Vorgängermodelle. Ab diesem Modelljahr zählten Automatikgetriebe, Servolenkung und Bremskraftverstärker bei allen Thunderbirds zur Serienausstattung. Der neue V8 mit 6,4 Liter (390 in3) Hubraum wurde zum Standardmotor und leistete bei einer Kompression von 9,6 : 1 angemessene 300 SAE-HP bei 4600 min−1 und war weiterhin mit einem Holley-Doppel-Registervergaser bestückt. In der höher verdichteten „Special“-Ausführung leistet der Motor 375 SAE-HP bei 6000 min−1 und hatte dabei eine Verdichtung von 10,6 : 1. Der leistungsstärkste Motor bot mit drei Doppelvergasern von Holley 401 SAE-HP.
1962 wurde der Basis-V8 mit 300 SAE-HP um eine 340 SAE-PS starke Variante mit drei Doppelvergasern ergänzt. Zusätzlich wurde ein 6,7 Liter (406 in3) mit 385 SAE-HP bei 5800 min−1 und einem Doppel-Registervergaser angeboten. Übertroffen wurde er nur von einer auch angebotenen Special-Version mit 405 SAE-HP, die auch drei Doppelvergaser von Holley trug. Neu war ferner das Thunderbird Landau Coupé mit serienmäßigem Vinyldach und zum Cabriolet gesellte sich der ebenfalls offene Sport Roadster mit Fiberglas-Abdeckung über dem Rücksitzraum und echten Speichenrädern.
1963 war der 6,4-Liter (390 in3) mit 300, 330 oder 340 SAE-HP lieferbar. Weiterhin waren der 6,7 Liter (406 in3) mit 385 und 405 SAE-HP sowie ein 7,0 Liter (427 in3) mit 410 SAE-HP bei einem Doppel-Registervergaser oder 425 SAE-HP mit zwei Doppel-Registervergasern lieferbar. Der Sport Roadster erlebte sein zweites und letztes Jahr.
| Modelljahr | Stückzahl                                           | Preis ab US-$                                    |
| ---------- | --------------------------------------------------- | ------------------------------------------------ |
| 1961       | Coupé: 62.535 Cabrio: 10.516                        | Coupé: 4.170 Cabrio: 4.637                       |
| 1962       | Coupé: 68.127 Cabrio: 09.844 Sport Roadster: 01.427 | Coupé: 4.321 Cabrio: 4.788 Sport Roadster: 5.439 |
| 1963       | Coupé: 56.945 Cabrio: 05.913 Sport Roadster: 00.455 | Coupé: 4.455 Cabrio: 4.912 Sport Roadster: 5.563 |

| Technische Daten Ford Thunderbird, Modelle 1963 | Technische Daten Ford Thunderbird, Modelle 1963                       | Technische Daten Ford Thunderbird, Modelle 1963                       |
| Ford Thunderbird                                | 6.4                                                                   | 6.4 HO                                                                |
| ----------------------------------------------- | --------------------------------------------------------------------- | --------------------------------------------------------------------- |
| Motor:                                          | 8-Zylinder-V-Motor (Viertakt), Gabelwinkel 90°                        | 8-Zylinder-V-Motor (Viertakt), Gabelwinkel 90°                        |
| Hubraum:                                        | 6384 cm³                                                              | 6384 cm³                                                              |
| Bohrung × Hub:                                  | 102,9 × 96 mm                                                         | 102,9 × 96 mm                                                         |
| Leistung bei 1/min:                             | 224 kW (304 SAE-PS) bei 4600                                          | 254 kW (345 SAE-PS) bei 5000                                          |
| Max. Drehmoment bei 1/min:                      | 578 Nm bei 2800                                                       | 583 Nm bei 3200                                                       |
| Verdichtung:                                    | 9,6:1                                                                 | 10,5:1                                                                |
| Gemischaufbereitung:                            | 1 Doppel-Registervergaser                                             | 3 Doppelvergaser                                                      |
| Ventilsteuerung:                                | OHV, Kette                                                            | OHV, Kette                                                            |
| Kühlung:                                        | Wasserkühlung                                                         | Wasserkühlung                                                         |
| Getriebe:                                       | Dreigang-Automatik Dual Range Cruise-O-Matic Hinterradantrieb         | Dreigang-Automatik Dual Range Cruise-O-Matic Hinterradantrieb         |
| Radaufhängung vorn:                             | Obere Dreiecklenker, untere Querlenker, Schubstreben, Schraubenfedern | Obere Dreiecklenker, untere Querlenker, Schubstreben, Schraubenfedern |
| Radaufhängung hinten:                           | Starrachse, halbelliptische Blattfedern                               | Starrachse, halbelliptische Blattfedern                               |
| Bremsen:                                        | Trommelbremsen rundum, Servo                                          | Trommelbremsen rundum, Servo                                          |
| Lenkung:                                        | Kugelumlauflenkung, servounterstützt                                  | Kugelumlauflenkung, servounterstützt                                  |
| Karosserie:                                     | Stahlblech, selbsttragend                                             | Stahlblech, selbsttragend                                             |
| Spurweite vorn/hinten:                          | 1550/1520 mm                                                          | 1550/1520 mm                                                          |
| Radstand:                                       | 2870 mm                                                               | 2870 mm                                                               |
| Abmessungen:                                    | 5210 × 1940 × 1330–1350 mm                                            | 5210 × 1940 × 1330–1350 mm                                            |
| Leergewicht:                                    | 1975–2175 kg                                                          | 1975–2175 kg                                                          |
| Höchstgeschwindigkeit:                          | ca. 190 km/h                                                          | ca. 200 km/h                                                          |
| 0–100 km/h:                                     | n. a.                                                                 | n. a.                                                                 |
| Verbrauch (Liter/100 Kilometer):                | ca. 17–23                                                             | ca. 18–25                                                             |

### „Flair Birds“ (1964–1966)

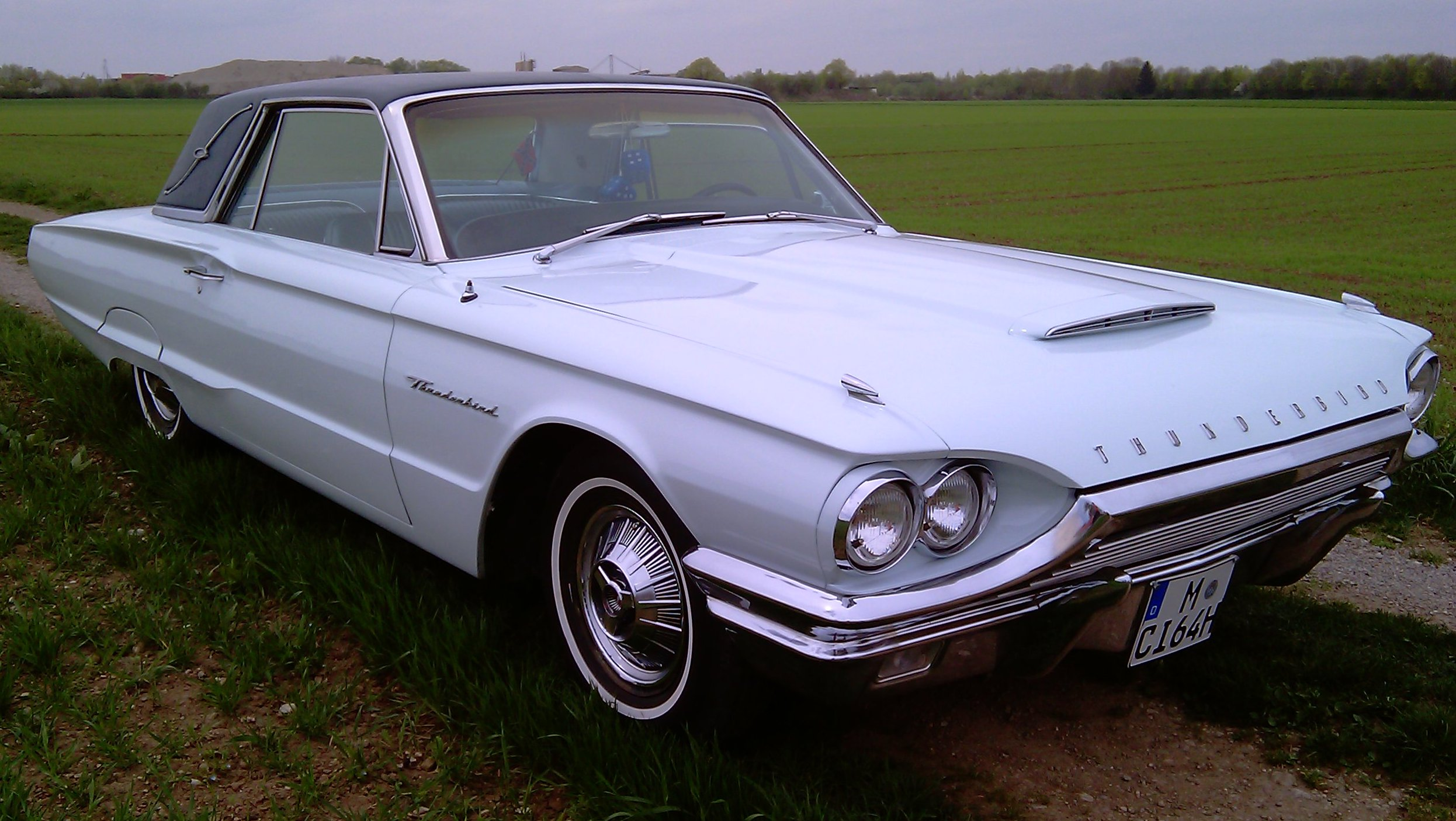
Ford Thunderbird, 1964

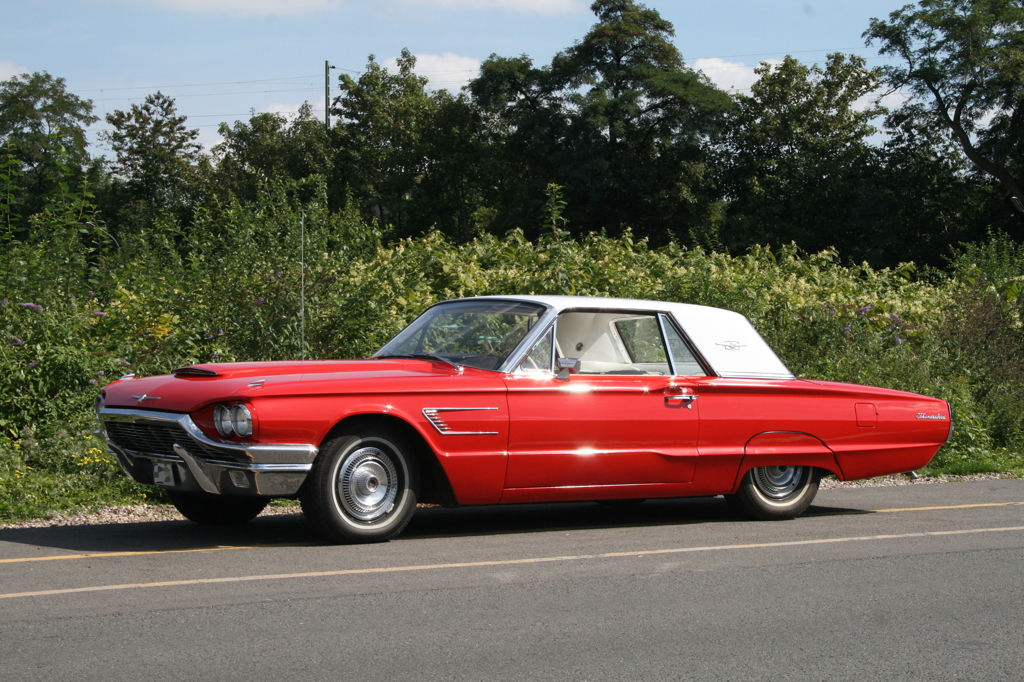
Ford Thunderbird, 1965

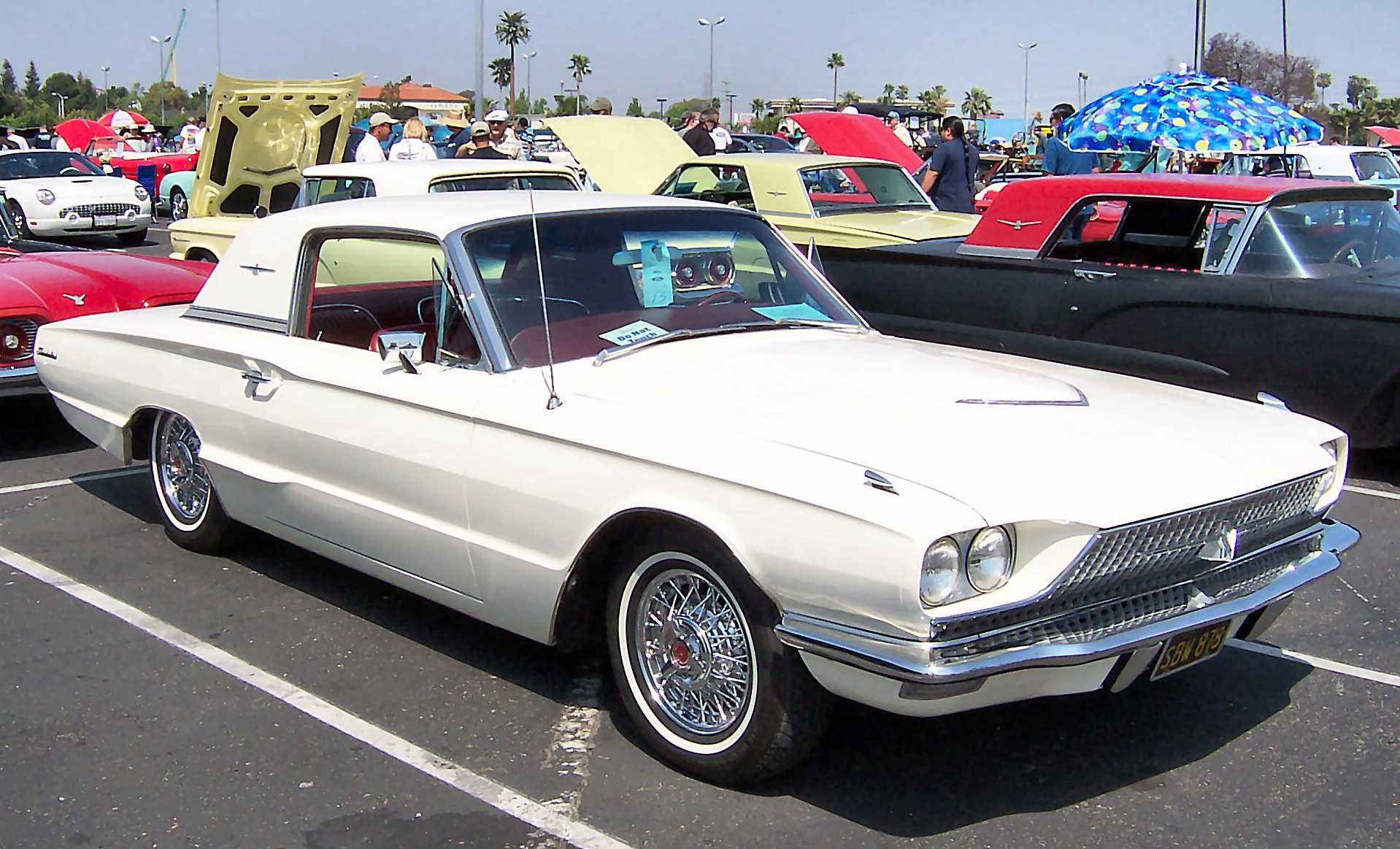
Ford Thunderbird, 1966

Die vierte Thunderbird-Generation, wiederum als Coupé, Landau Coupé und Cabriolet erhältlich, besaß kantigere Karosserien. Der Fahrzeugmode folgend erhielt die neue Generation eine längere Motorhaube und eine kürzere Dachlinie. Die Technik blieb weitgehend unverändert. Den Sport Roadster gab es nicht mehr, allerdings ließ sich bei den Händlern eine passende Fiberglasabdeckung der Rücksitze aus dem Zubehörhandel montieren. An Motoren wurden ein 6,4-Liter-V8 (390 in3) mit 300 oder 330 SAE-HP angeboten. Weiterhin waren die 7,0 Liter-Motoren (427 in3) mit 410 SAE-HP oder 425 SAE-HP verfügbar. Als Extras konnten weiterhin eine Klimaanlage oder getönte Scheiben bestellt werden.
Die Modelle 1965 konnten erstmals gegen Aufpreis mit vorderen Scheibenbremsen geordert werden. Neues Zubehör waren z. B. eine vakuumbetätigte Zentralverriegelung und eine Kofferraumfernöffnung. Motorseitig änderte sich im Modelljahr nichts.
Für das Modelljahr 1966 erfolgte ein umfangreiches Facelift mit kantigerem, von der Stoßstange abgesetztem Kühlergrill und breiteren Heckleuchten. Der Basis-6,4-Liter leistete, jetzt mit Doppelvergaser bestückt, nur mehr 275 SAE-HP bei einer 9,5:1 Verdichtung, die Doppel-Registervergaserversion war mit 315 SAE-HP bei einer 10,5:1 Verdichtung angegeben. Neu war ein Siebenliter (428 in3), der es auf 345 SAE-HP brachte.
Die Grundstruktur der Karosserie blieb während der Produktionsjahre unverändert, die verschiedenen Baujahre können jedoch leicht unterschieden werden:
| Modelljahr | Front                                                                             | Seite                                                 | Heckleuchten |
| ---------- | --------------------------------------------------------------------------------- | ----------------------------------------------------- | --- |
| 1964       | obere Stoßstange bis Motorhaube Grill mit Querleisten Schriftzug auf Motorhaube   | Schriftzug vor den Türen                              | durchgehend, mit Emblem, mit chrom. „Donnervogel“ auf den Lichtern mittig der Stoßstange der Schriftzug T H U N D E R B I R D |
| 1965       | Grill mit zusätzlichen Vertikalleisten Emblem auf Motorhaube                      | Schriftzug am Heck angedeutete Lufteinlässe vor Türen | sechsfache Unterteilung mit Lauflichtblinker                                                                                  |
| 1966       | obere Stoßstange und -hörner entfallen Lufthutze in V-Form Emblem auf Kühlergrill | Schriftzug am Heck angedeutete Lufteinlässe entfallen | dreifache Unterteilung mit Lauflichtblinker                                                                                   |

| Modelljahr | Stückzahl                    | Preis ab US-$              |
| ---------- | ---------------------------- | -------------------------- |
| 1964       | Coupé: 83.267 Cabrio: 09.198 | Coupé: 4.486 Cabrio: 4.853 |
| 1965       | Coupé: 68.126 Cabrio: 06.846 | Coupé: 4.394 Cabrio: 4.851 |
| 1966       | Coupé: 64.027 Cabrio: 05.049 | Coupé: 4.395 Cabrio: 4.845 |

### „Glamour Birds“ (1967–1971)

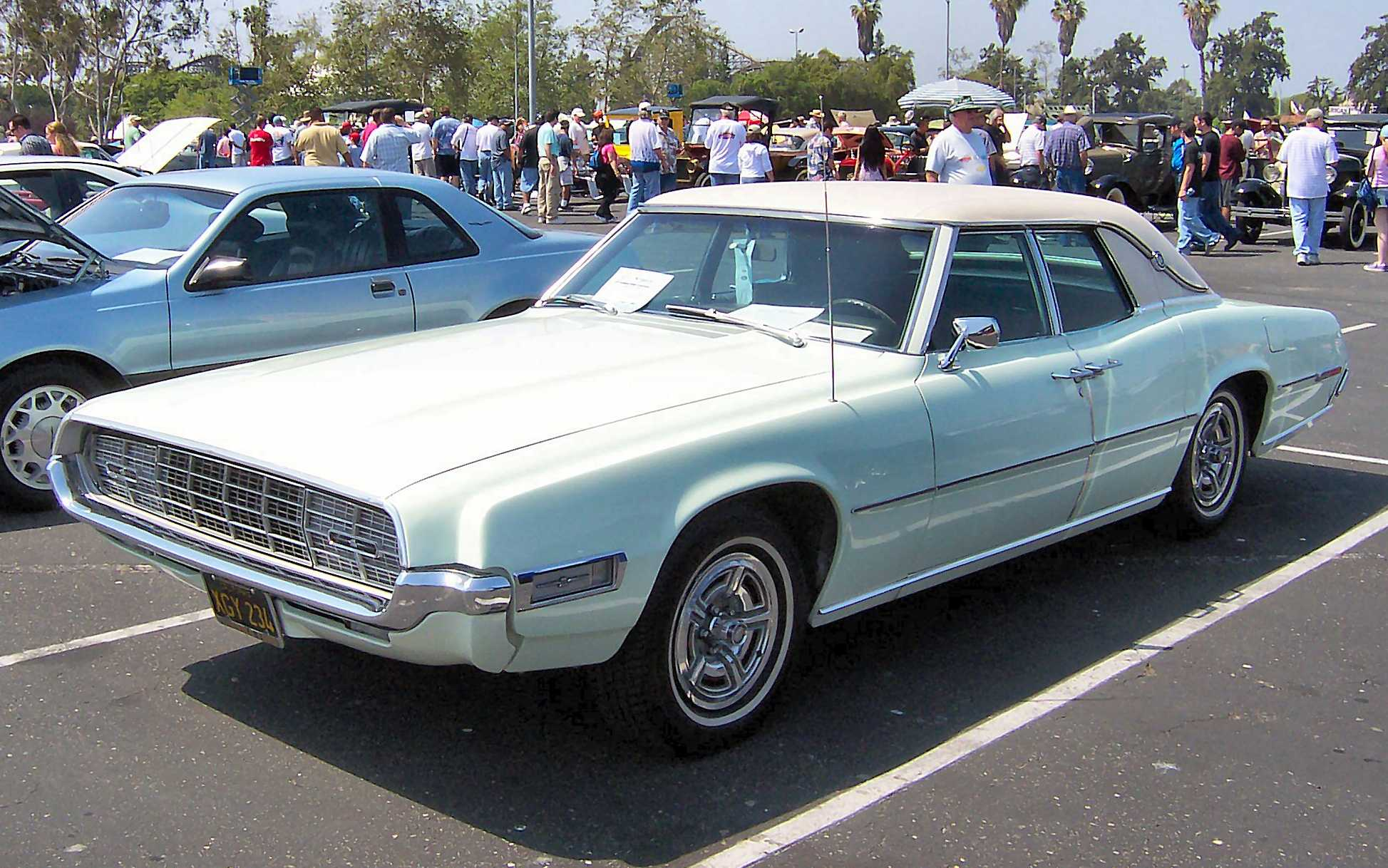
Ford Thunderbird, 1968

Die fünfte Thunderbird-Generation wurde grundlegend neu geformt und wuchs in allen Dimensionen. Die Scheinwerfer waren von Klappen verdeckt. Das Cabriolet entfiel, dafür kam erstmals eine viertürige Limousine namens „Landau Sedan“ ins Programm, die gegenläufige Türen aufwies („suicide doors“). Die Motoren der vorherigen Generation wurden unverändert übernommen.
Im Modelljahr 1968 gab es ein kleines Facelift. Die 6,4 Liter-Motoren (390 in3) verloren an Leistung. Sie erreichten nur noch 265 SAE-HP oder 280 und 315 SAE-HP. Der leistungsstärkste Motor war der 7,0 Liter (428 in3) mit 390 SAE-HP. Im Folgejahr gab es nur kleine Änderungen im Detail.
Das 1970er Modelljahr wurde größeren Änderungen unterzogen. Die Scheinwerfer lagen frei, der Grill erhielt eine andere Form und trat nun deutlich aus der Front heraus. Es wurden ab 1970 insgesamt drei Karosserievarianten verkauft (Fließheck, Stufenheck, Viertürer). Es handelte sich um Fünf- sowie Sechssitzer je nach Bestuhlungsvariante. Das Modell war technisch mit dem Continental Mark III verwandt, den Lincoln ab April 1968 anbot. Ab Werk wurde auch ein elektronisches Antiblockiersystem (ABS) für die Hinterachse angeboten.
| Modelljahr | Stückzahl                       | Preis ab US-$                 |
| ---------- | ------------------------------- | ----------------------------- |
| 1967       | Coupé: 52.989 Limousine: 24.967 | Coupé: 4.603 Limousine: 4.825 |
| 1968       | Coupé: 43.006 Limousine: 21.925 | Coupé: 4.716 Limousine: 4.924 |
| 1969       | Coupé: 33.577 Limousine: 15.650 | Coupé: 4.807 Limousine: 5.026 |
| 1970       | Coupé: 41.963 Limousine: 08.401 | Coupé: 4.961 Limousine: 5.182 |
| 1971       | Coupé: 29.502 Limousine: 06.553 | Coupé: 5.295 Limousine: 5.516 |

| Technische Daten Ford Thunderbird, Modelle 1969 | Technische Daten Ford Thunderbird, Modelle 1969                                      | Technische Daten Ford Thunderbird, Modelle 1969                                      | Technische Daten Ford Thunderbird, Modelle 1969 |
| Ford Thunderbird                                | 7.0 Coupé                                                                            | 7.0 Limousine                                                                        |                                                 |
| ----------------------------------------------- | ------------------------------------------------------------------------------------ | ------------------------------------------------------------------------------------ | ----------------------------------------------- |
| Motor:                                          | 8-Zylinder-V-Motor (Viertakt), Gabelwinkel 90°                                       | 8-Zylinder-V-Motor (Viertakt), Gabelwinkel 90°                                       |                                                 |
| Hubraum:                                        | 7026 cm³                                                                             | 7026 cm³                                                                             |                                                 |
| Bohrung × Hub:                                  | 110,8 × 91,2 mm                                                                      | 110,8 × 91,2 mm                                                                      |                                                 |
| Leistung bei 1/min:                             | 268 kW (365 SAE-PS) bei 4600                                                         | 268 kW (365 SAE-PS) bei 4600                                                         |                                                 |
| Max. Drehmoment bei 1/min:                      | 651 Nm bei 2800                                                                      | 651 Nm bei 2800                                                                      |                                                 |
| Verdichtung:                                    | 10,5:1                                                                               | 10,5:1                                                                               |                                                 |
| Gemischaufbereitung:                            | 1 Doppel-Registervergaser                                                            | 1 Doppel-Registervergaser                                                            |                                                 |
| Ventilsteuerung:                                | OHV, Kette                                                                           | OHV, Kette                                                                           |                                                 |
| Kühlung:                                        | Wasserkühlung                                                                        | Wasserkühlung                                                                        |                                                 |
| Getriebe:                                       | Dreigang-Automatik Select Shift Hinterradantrieb                                     | Dreigang-Automatik Select Shift Hinterradantrieb                                     |                                                 |
| Radaufhängung vorn:                             | Obere Dreiecklenker, untere Querlenker, Schubstreben, Schraubenfedern                | Obere Dreiecklenker, untere Querlenker, Schubstreben, Schraubenfedern                |                                                 |
| Radaufhängung hinten:                           | Starrachse, untere Längslenker, obere Drehmomentstützen, halbelliptische Blattfedern | Starrachse, untere Längslenker, obere Drehmomentstützen, halbelliptische Blattfedern |                                                 |
| Bremsen:                                        | Scheibenbremsen vorne (Durchmesser 29,8 cm), Trommelbremsen hinten, Servo            | Scheibenbremsen vorne (Durchmesser 29,8 cm), Trommelbremsen hinten, Servo            |                                                 |
| Lenkung:                                        | Kugelumlauflenkung, servounterstützt                                                 | Kugelumlauflenkung, servounterstützt                                                 |                                                 |
| Karosserie:                                     | Stahlblech, auf Leiterrahmen                                                         | Stahlblech, auf Leiterrahmen                                                         |                                                 |
| Spurweite vorn/hinten:                          | 1575/1575 mm                                                                         | 1575/1575 mm                                                                         |                                                 |
| Radstand:                                       | 2910 mm                                                                              | 2980 mm                                                                              |                                                 |
| Abmessungen:                                    | 5255 × 1965 × 1330 mm                                                                | 5320 × 1965 × 1355 mm                                                                |                                                 |
| Leergewicht:                                    | 2055–2123 kg                                                                         | 2105–2163 kg                                                                         |                                                 |
| Höchstgeschwindigkeit:                          | ca. 205–215 km/h                                                                     | ca. 205–215 km/h                                                                     |                                                 |
| 0–100 km/h:                                     | n. a.                                                                                | n. a.                                                                                |                                                 |
| Verbrauch (Liter/100 Kilometer):                | ca. 17–22                                                                            | ca. 17–22                                                                            |                                                 |

### „Big Birds“ (1972–1976)

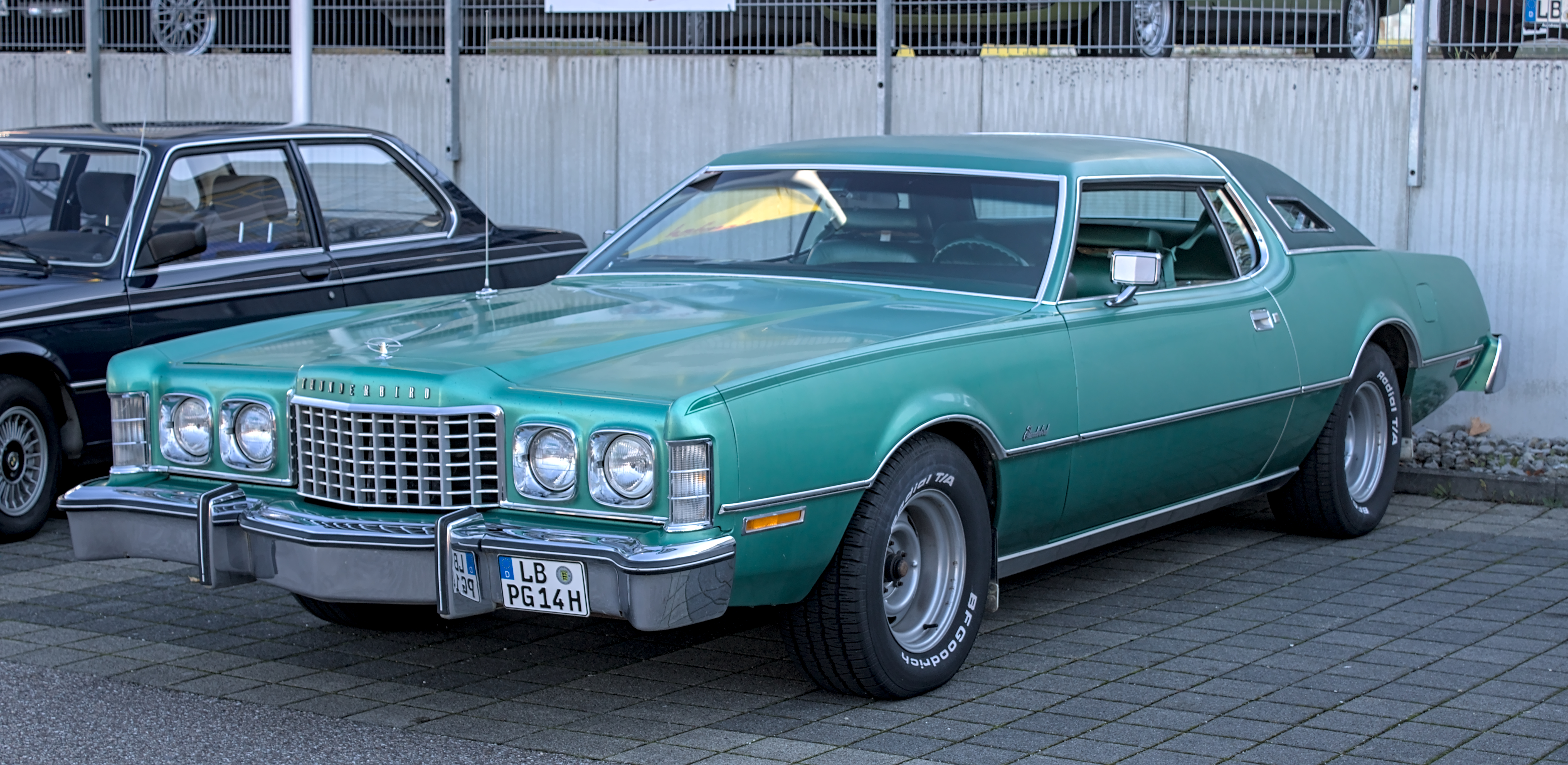
Ford Thunderbird, 1973

Die bisher größten und schwersten Thunderbirds. Eine Länge von 5,73 m, ein Leergewicht von ungefähr 2200 kg sowie 7,0- und 7,5-Liter-Motoren mit 212 bzw. 224 netto SAE-HP und ein sehr hoher Verbrauch waren die Charakteristika der sechsten Generation. Technisch basierten diese auf dem Continental Mark IV.
| Modelljahr | Stückzahl | Preis ab US-$ |
| ---------- | --------- | ------------- |
| 1972       | 57.814    | 5.293         |
| 1973       | 87.269    | 5.577         |
| 1974       | 58.443    | 7.221         |
| 1975       | 42.685    | 7.701         |
| 1976       | 52.935    | 7.790         |

| Technische Daten Ford Thunderbird, Modelle 1973 | Technische Daten Ford Thunderbird, Modelle 1973                                 | Technische Daten Ford Thunderbird, Modelle 1973                                 | Technische Daten Ford Thunderbird, Modelle 1973 |
| Ford Thunderbird                                | 7.0                                                                             | 7.5                                                                             |                                                 |
| ----------------------------------------------- | ------------------------------------------------------------------------------- | ------------------------------------------------------------------------------- | ----------------------------------------------- |
| Motor:                                          | 8-Zylinder-V-Motor (Viertakt), Gabelwinkel 90°                                  | 8-Zylinder-V-Motor (Viertakt), Gabelwinkel 90°                                  |                                                 |
| Hubraum:                                        | 7033 cm³                                                                        | 7536 cm³                                                                        |                                                 |
| Bohrung × Hub:                                  | 110,8 × 91,2 mm                                                                 | 110,8 × 97,8 mm                                                                 |                                                 |
| Leistung bei 1/min:                             | 157 kW (214 PS) bei 4450                                                        | 155 kW (211 PS) bei 4400                                                        |                                                 |
| Max. Drehmoment bei 1/min:                      | 443 Nm bei 2600                                                                 | 457 Nm bei 2800                                                                 |                                                 |
| Verdichtung:                                    | 8,5:1                                                                           | 8,5:1                                                                           |                                                 |
| Gemischaufbereitung:                            | 1 Doppel-Registervergaser                                                       | 1 Doppel-Registervergaser                                                       |                                                 |
| Ventilsteuerung:                                | OHV, Kette                                                                      | OHV, Kette                                                                      |                                                 |
| Kühlung:                                        | Wasserkühlung                                                                   | Wasserkühlung                                                                   |                                                 |
| Getriebe:                                       | Dreigang-Automatik Cruise-O-Matic Hinterradantrieb                              | Dreigang-Automatik Cruise-O-Matic Hinterradantrieb                              |                                                 |
| Radaufhängung vorn:                             | Obere Dreiecklenker, untere Querlenker, Zugstreben, Schraubenfedern             | Obere Dreiecklenker, untere Querlenker, Zugstreben, Schraubenfedern             |                                                 |
| Radaufhängung hinten:                           | Starrachse, untere Längslenker, obere Schräglenker, halbelliptische Blattfedern | Starrachse, untere Längslenker, obere Schräglenker, halbelliptische Blattfedern |                                                 |
| Bremsen:                                        | Scheibenbremsen vorne (Durchmesser 29,8 cm), Trommelbremsen hinten, Servo       | Scheibenbremsen vorne (Durchmesser 29,8 cm), Trommelbremsen hinten, Servo       |                                                 |
| Lenkung:                                        | Kugelumlauflenkung, servounterstützt                                            | Kugelumlauflenkung, servounterstützt                                            |                                                 |
| Karosserie:                                     | Stahlblech, auf Leiterrahmen                                                    | Stahlblech, auf Leiterrahmen                                                    |                                                 |
| Spurweite vorn/hinten:                          | 1600/1600 mm                                                                    | 1600/1600 mm                                                                    |                                                 |
| Radstand:                                       | 3060 mm                                                                         | 3060 mm                                                                         |                                                 |
| Abmessungen:                                    | 5560 × 2025 × 1350 mm                                                           | 5560 × 2025 × 1350 mm                                                           |                                                 |
| Leergewicht:                                    | 2150–2250 kg                                                                    | 2150–2250 kg                                                                    |                                                 |
| Höchstgeschwindigkeit:                          | ca. 195–205 km/h                                                                | ca. 195–205 km/h                                                                |                                                 |
| 0–100 km/h:                                     | n. a.                                                                           | n. a.                                                                           |                                                 |
| Verbrauch (Liter/100 Kilometer):                | ca. 18–25                                                                       | ca. 18–25                                                                       |                                                 |

### „Torino Birds“ (1977–1979)

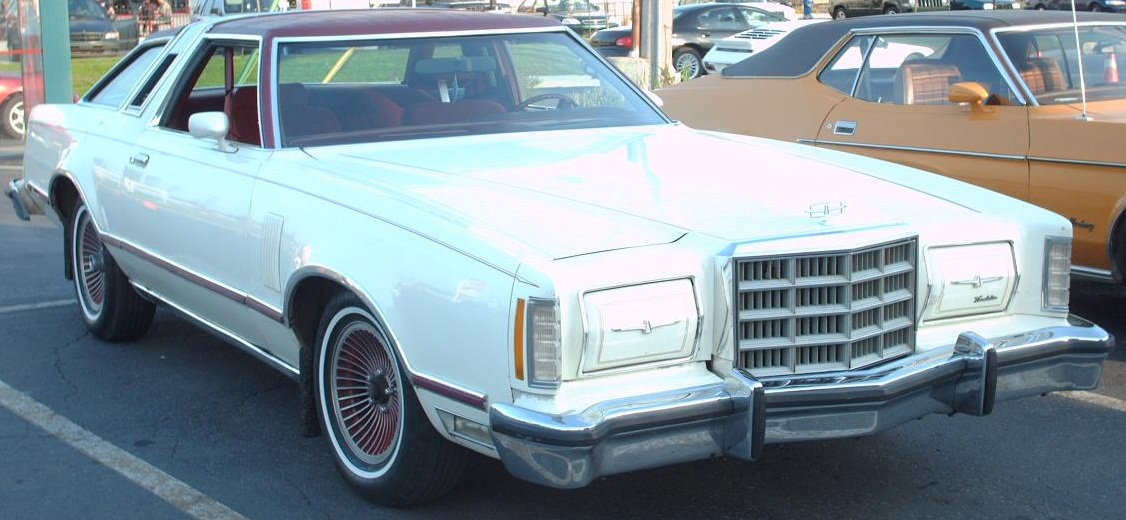
Ford Thunderbird, 1977

Der Thunderbird der siebten Generation schrumpfte leicht und basierte nun auf dem Mittelklassemodell LTD II, dem Nachfolger des Torino. Damit einher ging eine Preisreduktion von 7.800 auf 5.100 Dollar, wodurch sich der Absatz von 1976 auf 1977 versechsfachte (auf 318.000 Exemplare). Typische Designmerkmale der neuen Generation waren Klappscheinwerfer, eine breite B-Säule mit eingelassenem kleinem Fenster („Opera Window“) und eine filigrane C-Säule. In allen drei Modelljahren gab es neben dem Basismodell eine luxuriöse Town-Landau-Variante, 1978 dazu ein Sondermodell Diamond Jubilee Edition, 1979 die Heritage Edition (optisches Merkmal der beiden letzteren: Vinyldach hinter der B-Säule, Entfall der hinteren Seitenscheiben). Für den Antrieb sorgten V8-Motoren von 5,0 und 5,8 oder (nur bis 1978) 6,6 Liter Hubraum mit 135 bis 175 PS. Von dieser Thunderbird-Version entstanden in drei Jahren 955.000 Exemplare.
Die „Torino-Birds“ sind die ersten Thunderbirds, von denen die Mercury Division ein technisch identisches Fahrzeug anbot. Es wurde unter der Bezeichnung Mercury Cougar XR-7 vermarktet und entstand in 454.815 Exemplaren.
| Modelljahr | Stückzahl | Preis ab US-$ |
| ---------- | --------- | ------------- |
| 1977       | 318.140   | 5.063         |
| 1978       | 352.751   | 5.411         |
| 1979       | 284.141   | 5.877         |

### „Box Birds“ (1980–1982)

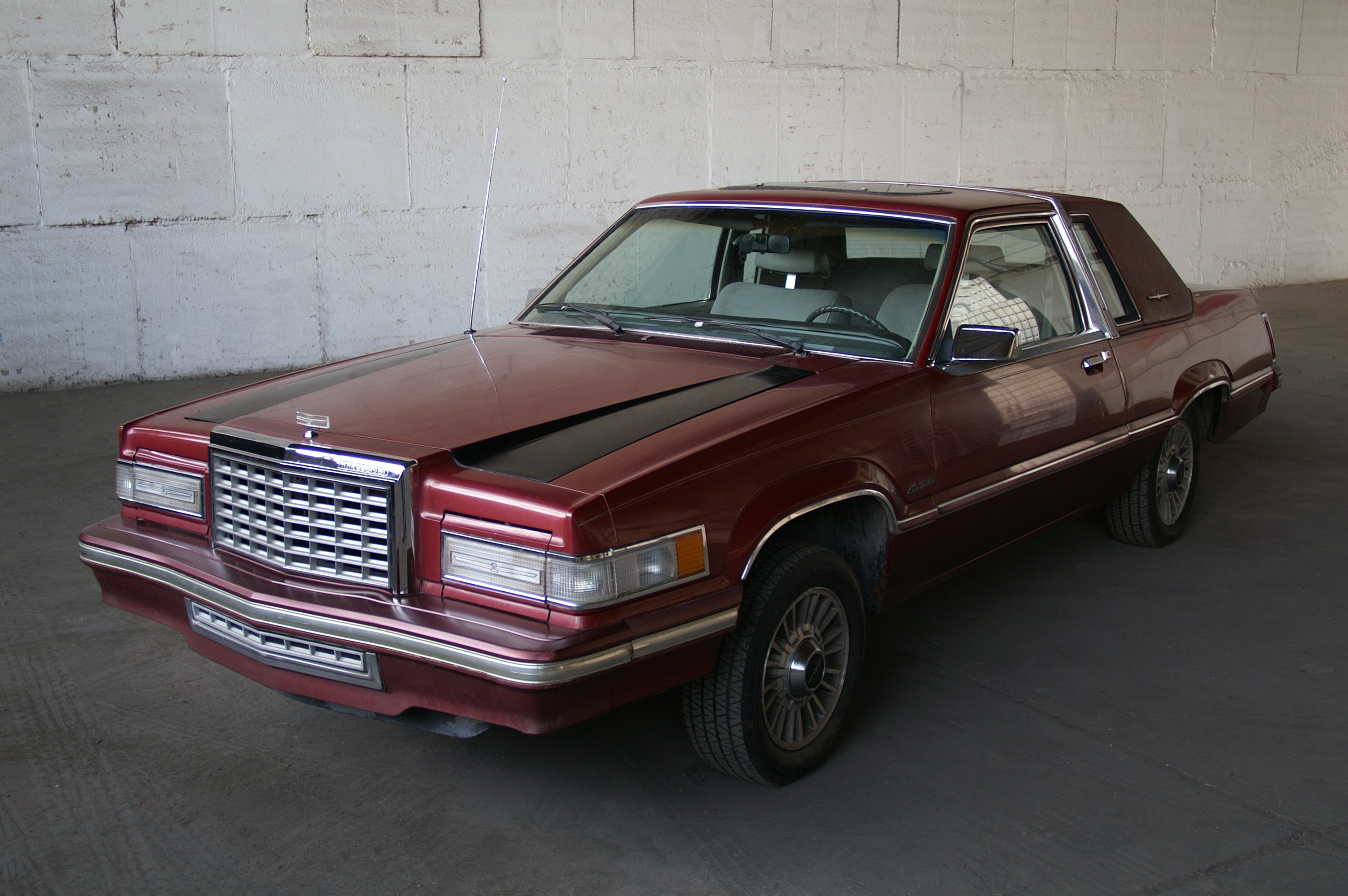
Ford Thunderbird „Town Landau“, 1980

Dem Zug der Zeit folgend, schrumpfte der achte Thunderbird kräftig (in der Länge von 5,52 auf 5,09 m, das Gewicht sank von 1764 auf 1412 kg), behielt aber das typisch barocke Design und zahlreiche Stylingdetails der Vorgänger (z. B. Klappscheinwerfer) bei. Technisch basierte er auf der sogenannten Fox-Plattform des Ford Fairmont. Angeboten wurden Basis- und Town-Landau-Modelle, dazu 1980 ein Silver Anniversary-Modell (25 Jahre Thunderbird), 1981 und 1982 wieder eine Heritage Edition wie auch schon 1979. Für den Vortrieb sorgten V8-Motoren mit 4,2 oder 5,0 Litern Hubraum (117–133 PS), ab 1981 auch ein 3,3-Liter-Reihensechszylinder mit 89 PS; der Fünfliter entfiel 1982. In kommerzieller Hinsicht war diese Modellgeneration mit nur knapp 290.000 Exemplaren in drei Jahren nicht erfolgreich.
| Modelljahr | Stückzahl | Preis ab US-$ |
| ---------- | --------- | ------------- |
| 1980       | 156.803   | 6.432         |
| 1981       | 086.693   | 7.551         |
| 1982       | 045.142   | 8.492         |

### „Aero Birds“ (1983–1988)
Mit der neuen Modellgeneration wandelte sich der Thunderbird der neunten Generation vom Luxus- zum luxuriösen Sportcoupé. Wie auch das vorherige Modell basierte der Thunderbird wieder auf der Ford Fox-Plattform. Das neue Modell, inoffiziell Aero Bird genannt, zeichnete sich durch eine wesentlich klarere und moderner gezeichnete, aerodynamische Linie aus (cw-Wert 0,35) und war eine deutliche Abkehr vom jahrzehntelang gepflegten Thunderbird-Stil. Angeboten wurden die Ausstattungsvarianten Basis, Heritage (nur 1983), Elan (1984–1986), FILA (1984/85), LX (1987/88) und Turbo Coupe. Als Motorisierungen standen zur Verfügung: 3,8-Liter-V6 (112–142 PS), 5,0-Liter-V8 (132–157 PS) und (im Turbo Coupe) der 2,3-Liter-Reihenvierzylinder mit Turbolader (144–192 PS).

Für das Modelljahr 1987 erhielt der Thunderbird eine überarbeitete Karosserie mit bündigen Scheinwerfern und bündig montierten Seitenscheiben. Vom „Aero-Thunderbird“ verkaufte Ford in sechs Jahren 884.000 Stück.

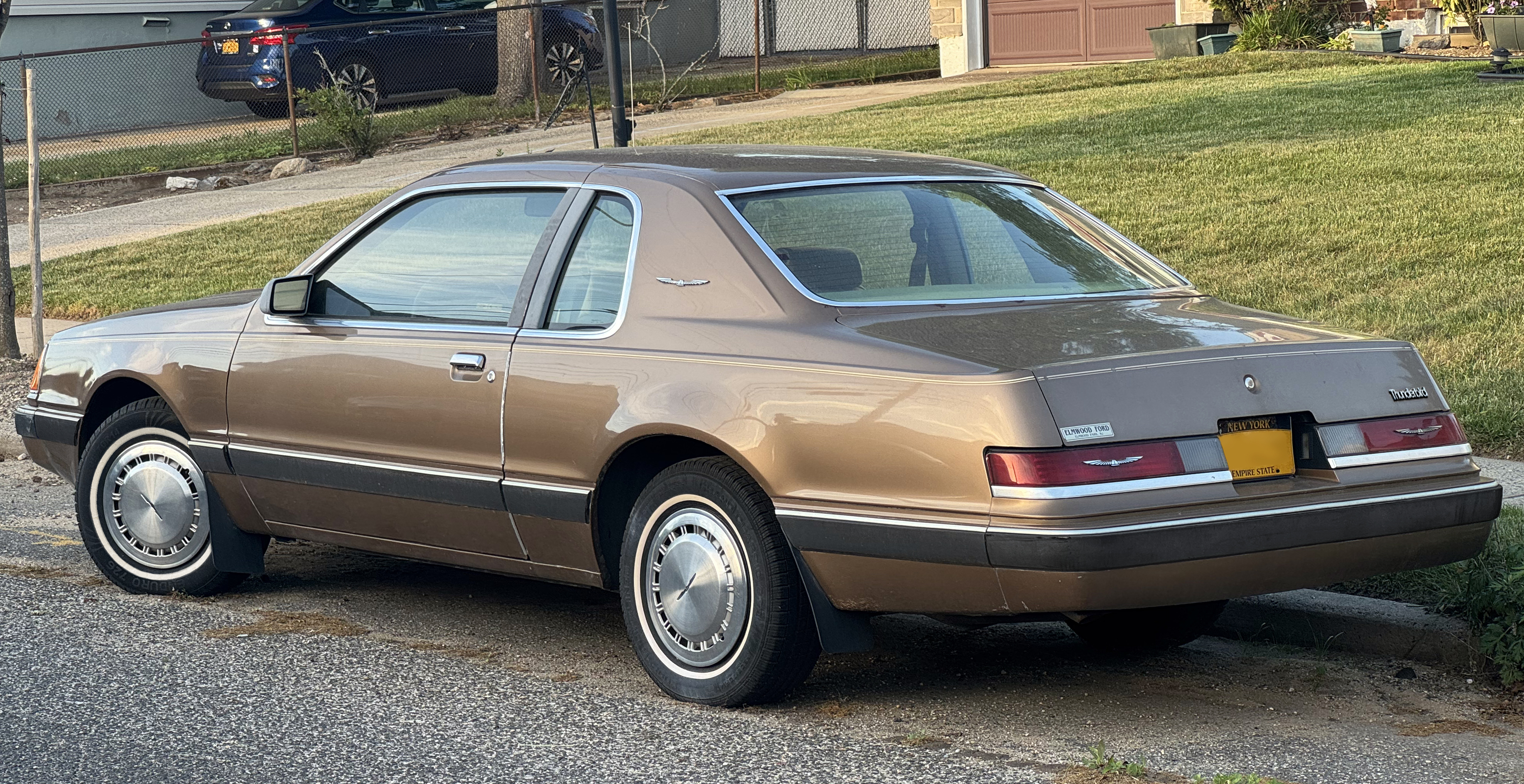
Heckansicht
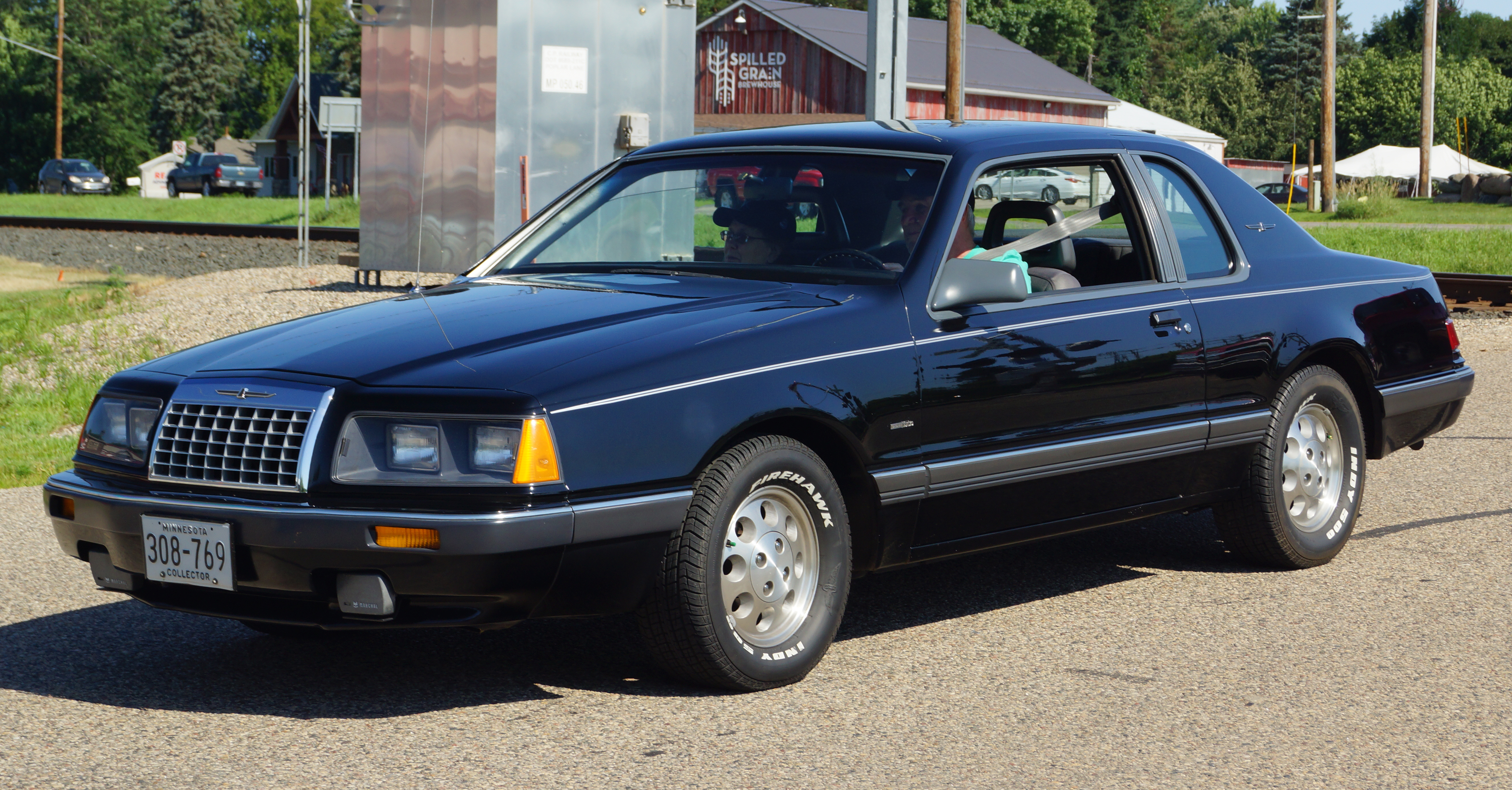
Thunderbird Turbo Coupe (1983–1986)
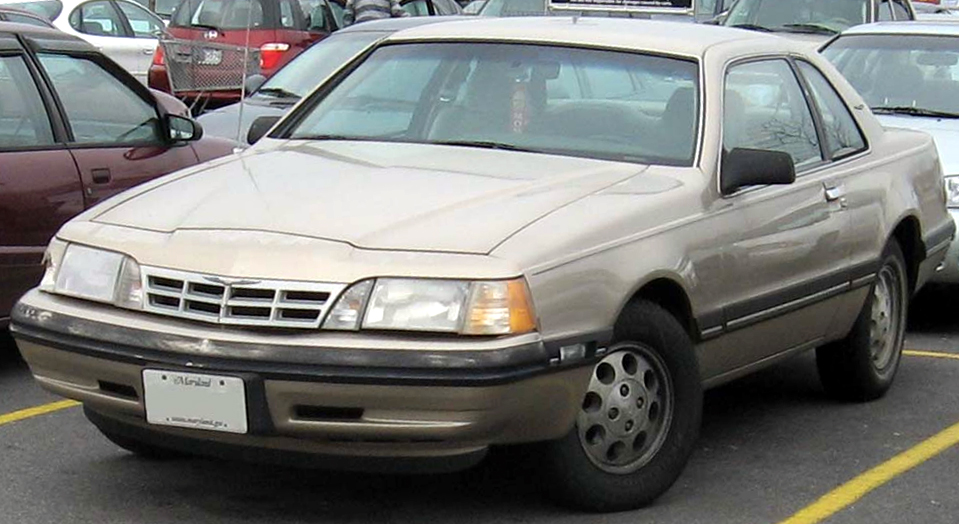
Thunderbird (1986–1988)
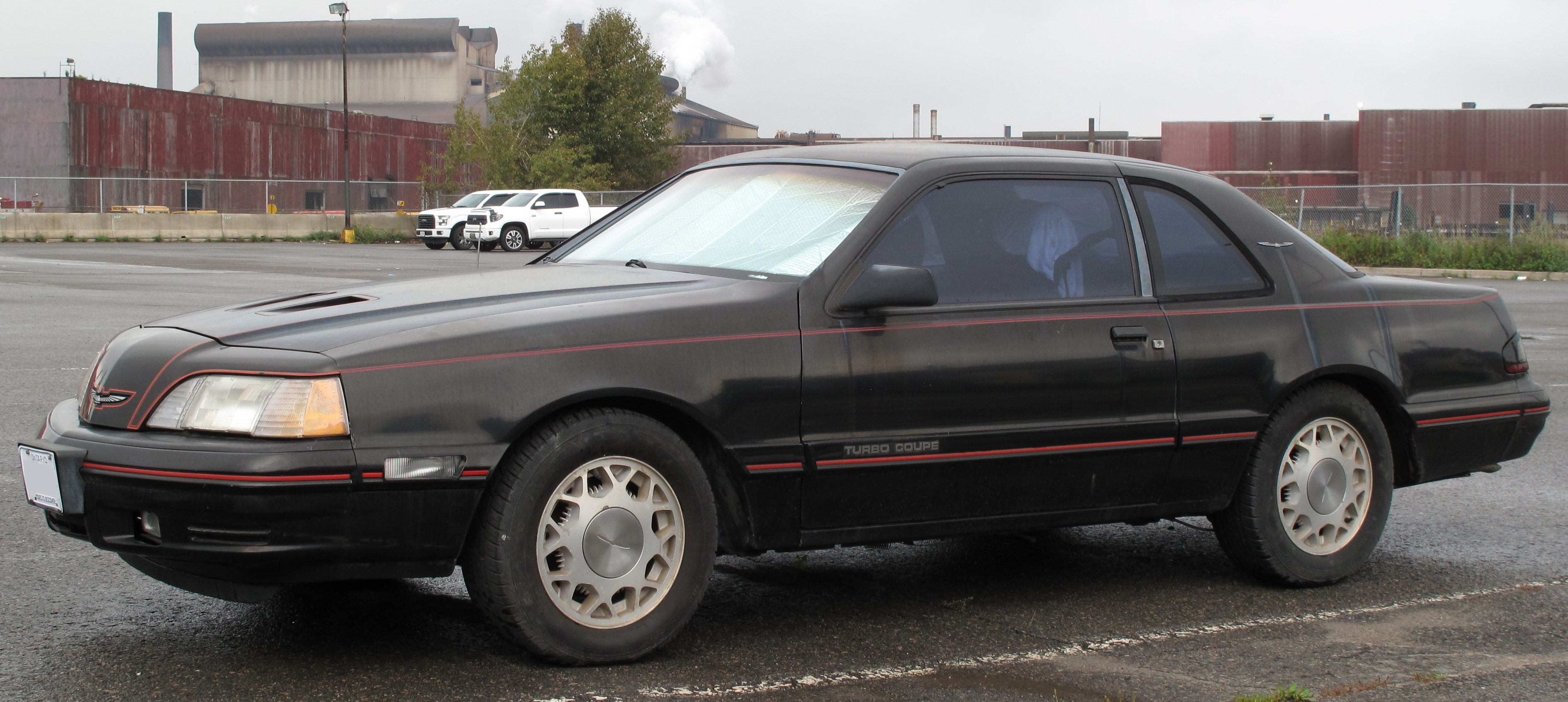
Thunderbird Turbo Coupe (1986–1988)
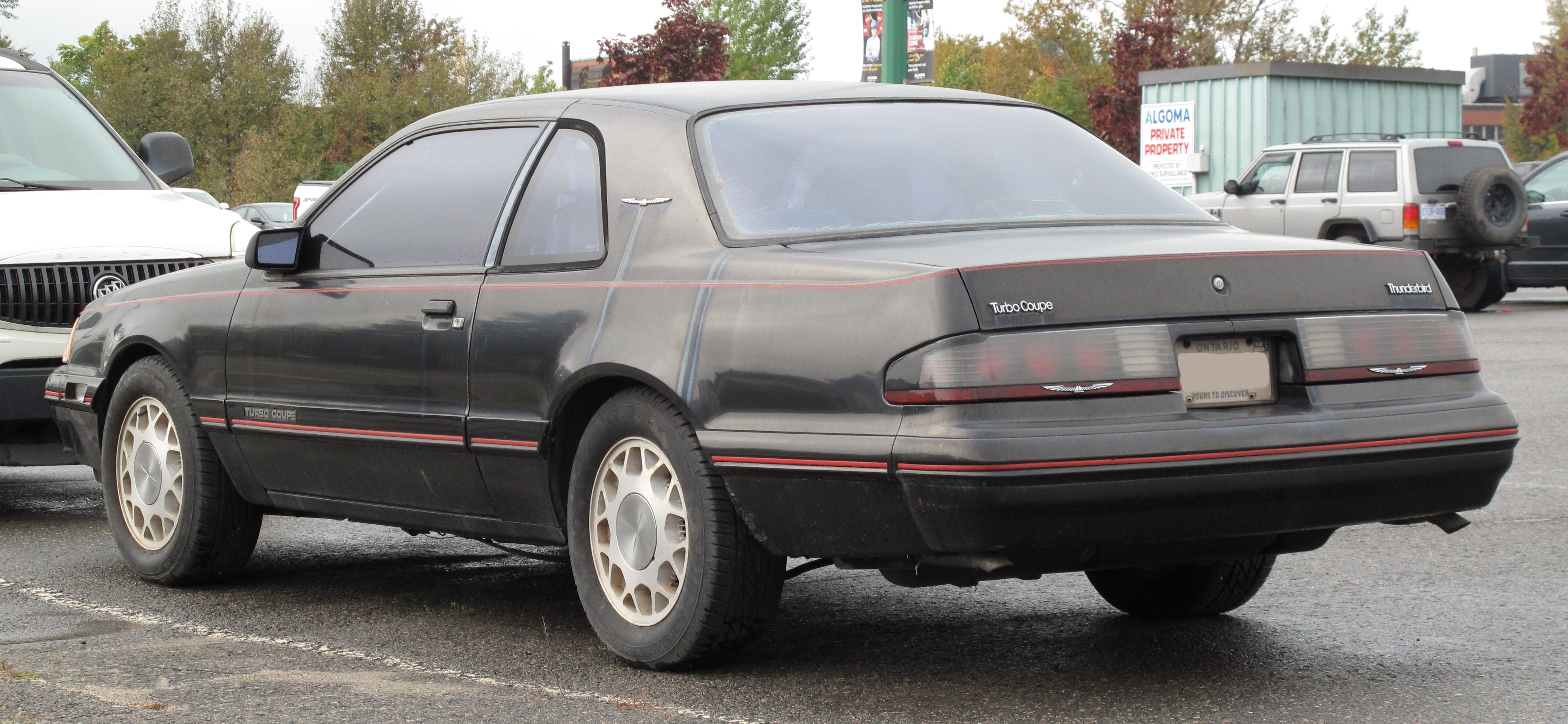
Heckansicht

| Modelljahr | Stückzahl | Preis ab US-$ |
| ---------- | --------- | ------------- |
| 1983       | 121.299   | 09.197        |
| 1984       | 170.533   | 09.633        |
| 1985       | 151.851   | 10.249        |
| 1986       | 163.965   | 11.020        |
| 1987       | 128.135   | 12.972        |
| 1988       | 147.243   | 13.599        |

| Technische Daten Ford Thunderbird, Modelle 1987 | Technische Daten Ford Thunderbird, Modelle 1987                     | Technische Daten Ford Thunderbird, Modelle 1987                     | Technische Daten Ford Thunderbird, Modelle 1987                             | Technische Daten Ford Thunderbird, Modelle 1987                             | Technische Daten Ford Thunderbird, Modelle 1987 |
| Ford Thunderbird                                | Turbo                                                               | Turbo HO                                                            | V6                                                                          | V8                                                                          |                                                 |
| ----------------------------------------------- | ------------------------------------------------------------------- | ------------------------------------------------------------------- | --------------------------------------------------------------------------- | --------------------------------------------------------------------------- | ----------------------------------------------- |
| Motor:                                          | 4-Zylinder-Reihenmotor (Viertakt)                                   | 4-Zylinder-Reihenmotor (Viertakt)                                   | 6-Zylinder-V-Motor (Viertakt), Gabelwinkel 90°                              | 8-Zylinder-V-Motor (Viertakt), Gabelwinkel 90°                              |                                                 |
| Hubraum:                                        | 2301 cm³                                                            | 2301 cm³                                                            | 3791 cm³                                                                    | 4942 cm³                                                                    |                                                 |
| Bohrung × Hub:                                  | 96 × 79,4 mm                                                        | 96 × 79,4 mm                                                        | 96,5 × 86,6 mm                                                              | 101,6 × 76,2 mm                                                             |                                                 |
| Leistung bei 1/min:                             | 112 kW (152 PS) bei 4400                                            | 142 kW (193 PS) bei 4400                                            | 89,5 kW (122 PS) bei 3600                                                   | 112 kW (152 PS) bei 3200                                                    |                                                 |
| Max. Drehmoment bei 1/min:                      | 271 Nm bei 3000                                                     | 326 Nm bei 3000                                                     | 278 Nm bei 1600                                                             | 366 Nm bei 2000                                                             |                                                 |
| Verdichtung:                                    | 8,0:1                                                               | 8,0:1                                                               | 8,7:1                                                                       | 8,9:1                                                                       |                                                 |
| Gemischaufbereitung:                            | Einspritzung                                                        | Einspritzung                                                        | Einspritzung                                                                | Einspritzung                                                                |                                                 |
| Ventilsteuerung:                                | OHC, Zahnriemen                                                     | OHC, Zahnriemen                                                     | OHV, Kette                                                                  | OHV, Kette                                                                  |                                                 |
| Kühlung:                                        | Wasserkühlung                                                       | Wasserkühlung                                                       | Wasserkühlung                                                               | Wasserkühlung                                                               |                                                 |
| Getriebe:                                       | Viergang-Automatik Cruise-O-Matic Hinterradantrieb                  | Fünfganggetriebe Hinterradantrieb                                   | Viergang-Automatik Hinterradantrieb                                         | Viergang-Automatik Hinterradantrieb                                         |                                                 |
| Radaufhängung vorn:                             | Untere Dreiecklenker, Dämpferbeine, Schraubenfedern                 | Untere Dreiecklenker, Dämpferbeine, Schraubenfedern                 | Untere Dreiecklenker, Dämpferbeine, Schraubenfedern                         | Untere Dreiecklenker, Dämpferbeine, Schraubenfedern                         |                                                 |
| Radaufhängung hinten:                           | Starrachse, untere Längslenker, obere Schräglenker, Schraubenfedern | Starrachse, untere Längslenker, obere Schräglenker, Schraubenfedern | Starrachse, untere Längslenker, obere Schräglenker, Schraubenfedern         | Starrachse, untere Längslenker, obere Schräglenker, Schraubenfedern         |                                                 |
| Bremsen:                                        | Scheibenbremsen rundum (Durchmesser v/h 27,7/25,8 cm), Servo        | Scheibenbremsen rundum (Durchmesser v/h 27,7/25,8 cm), Servo        | Scheibenbremsen vorne (Durchmesser v 25,6 cm), Trommelbremsen hinten, Servo | Scheibenbremsen vorne (Durchmesser v 25,6 cm), Trommelbremsen hinten, Servo |                                                 |
| Lenkung:                                        | Zahnstangenlenkung, servounterstützt                                | Zahnstangenlenkung, servounterstützt                                | Zahnstangenlenkung, servounterstützt                                        | Zahnstangenlenkung, servounterstützt                                        |                                                 |
| Karosserie:                                     | Stahlblech selbsttragend                                            | Stahlblech selbsttragend                                            | Stahlblech selbsttragend                                                    | Stahlblech selbsttragend                                                    |                                                 |
| Spurweite vorn/hinten:                          | 1475/1485 mm                                                        | 1475/1485 mm                                                        | 1475/1485 mm                                                                | 1475/1485 mm                                                                |                                                 |
| Radstand:                                       | 2645 mm                                                             | 2645 mm                                                             | 2645 mm                                                                     | 2645 mm                                                                     |                                                 |
| Abmessungen:                                    | 5135 × 1805 × 1355 mm                                               | 5135 × 1805 × 1355 mm                                               | 5135 × 1805 × 1355 mm                                                       | 5135 × 1805 × 1355 mm                                                       |                                                 |
| Leergewicht:                                    | 1535 kg                                                             | 1535 kg                                                             | 1420 kg                                                                     | 1485 kg                                                                     |                                                 |
| Höchstgeschwindigkeit:                          | ca. 180–205 km/h                                                    | ca. 180–205 km/h                                                    | ca. 170 km/h                                                                | ca. 175 km/h                                                                |                                                 |
| 0–100 km/h:                                     | n. a.                                                               | n. a.                                                               | n. a.                                                                       | n. a.                                                                       |                                                 |
| Verbrauch (Liter/100 Kilometer):                | ca. 11–20                                                           | ca. 11–20                                                           | ca. 12–18                                                                   | ca. 12–18                                                                   |                                                 |

### „Super Birds“ (1989–1997)
Zum Modelljahr 1989 präsentierte Ford die zehnte Thunderbird-Generation, die sich explizit den BMW 6er zum Vorbild nahm. Der neue Thunderbird stand nun auf einer neuen Plattform (MN12), die er sich aber wieder mit den Modellen Mercury Cougar und in leicht veränderter Form (LN12) mit dem Lincoln Mark VIII teilte. 
Auffällig am neuen Thunderbird war die Front ohne traditionellen Kühlergrill, stattdessen befanden sich Lufteinlässe in der Frontschürze. Erhältlich waren das Basis-Coupé (1989–1992) und der LX mit 3,8-Liter-V6 (104–108 kW/142–147 PS) oder 5,0-Liter-V8 (149 kW/203 PS, ab 1991; 1994 ersetzt durch den neuen 4,6-Liter-V8 mit 153 kW/208 PS), das Sport Coupé mit dem V8 (1991/92) sowie das Super Coupe (SC) (1989–1995) mit einer Kompressorvariante des 3,8-Liter-V6 (157 kW/213 PS). 

1994 und 1996 erfolgten leichte Facelifts mit geänderten Frontschürzen und jeweils einem kleinen Kühllufteinlass zwischen den Scheinwerfern. Im September 1997 endete nach 43 Jahren die Thunderbird-Produktion vorläufig. Von dieser Thunderbird-Generation entstanden in acht Jahren 889.000 Stück.

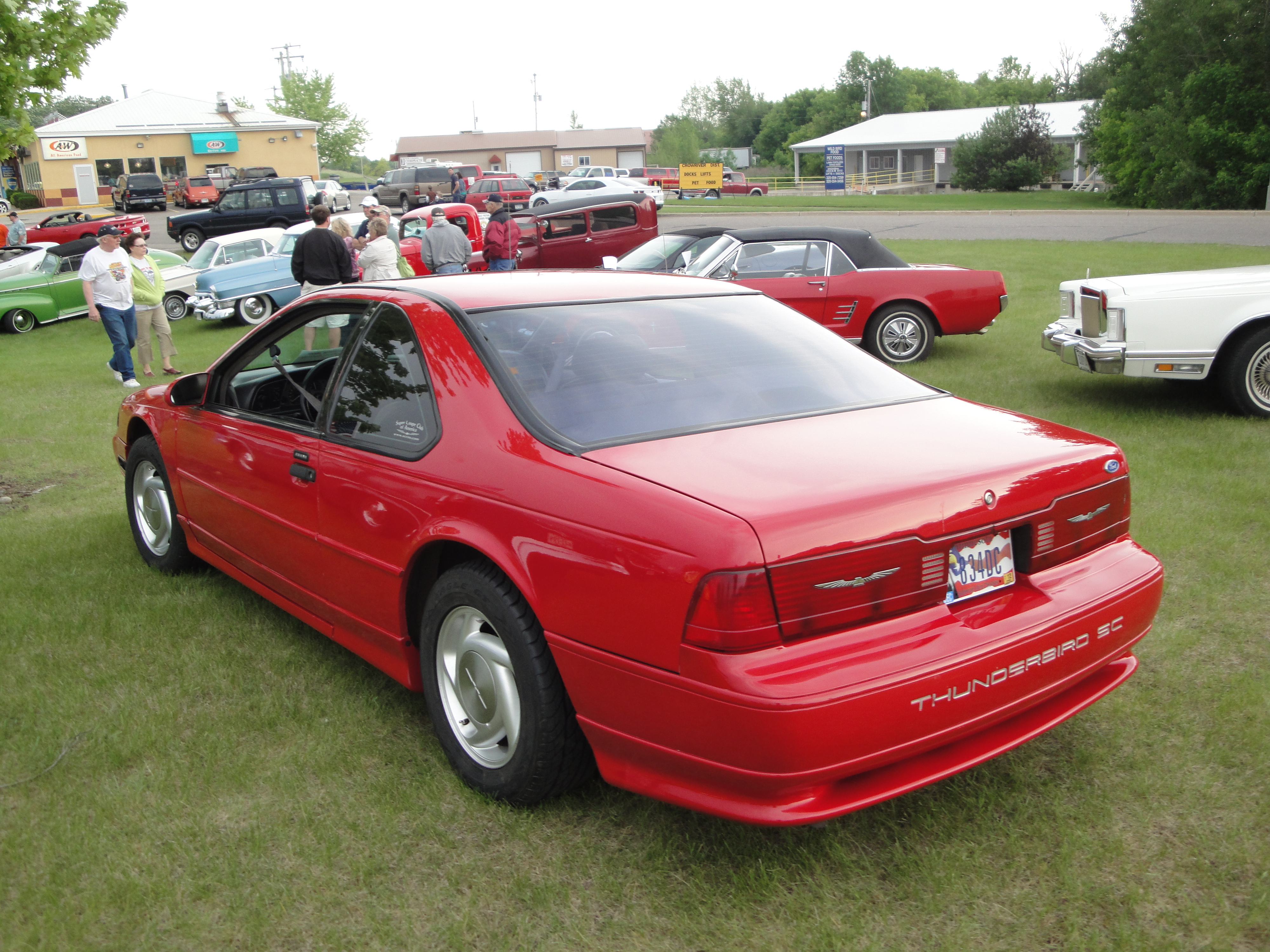
Heckansicht
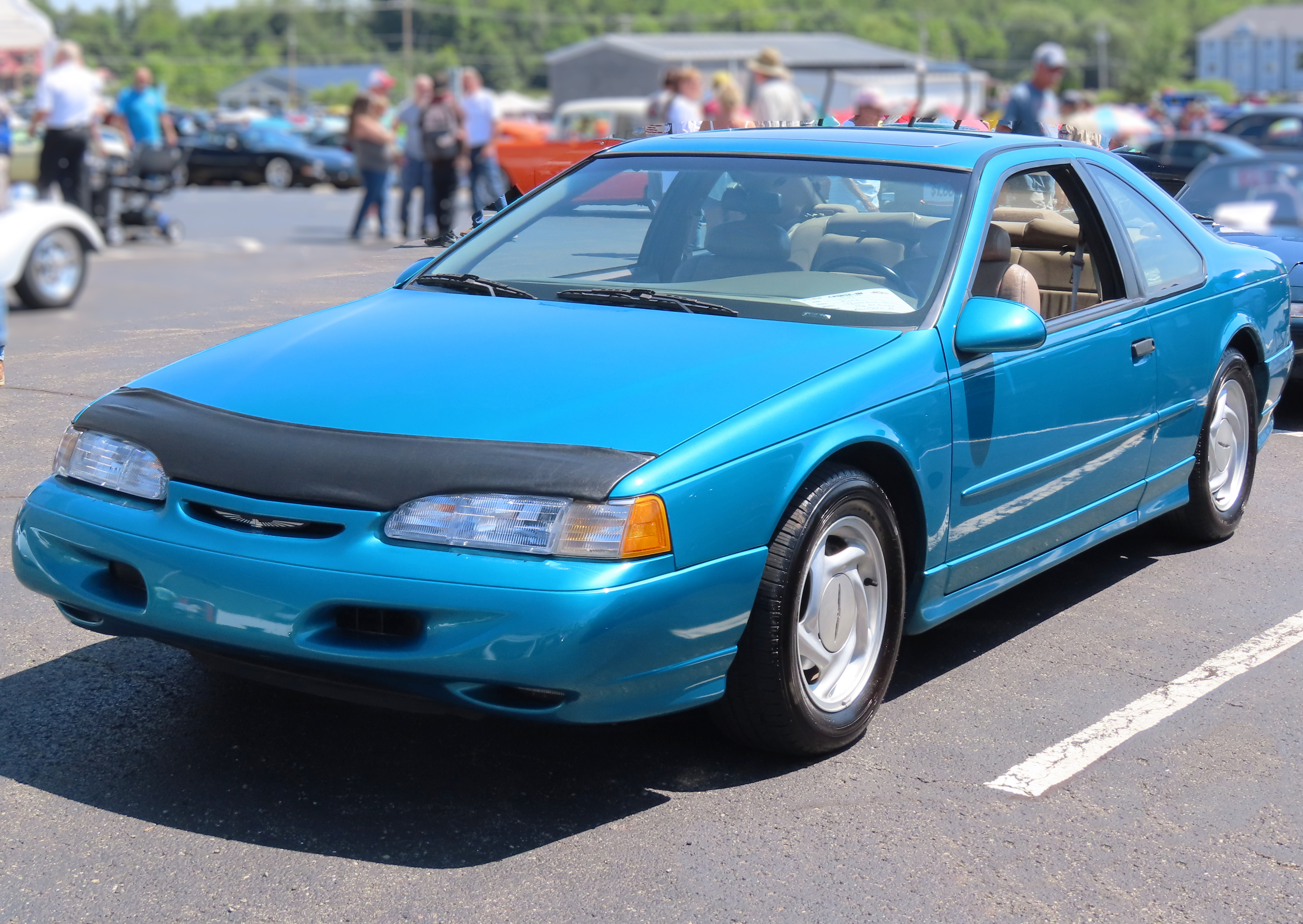
Thunderbird Super Coupe (1994–1996)
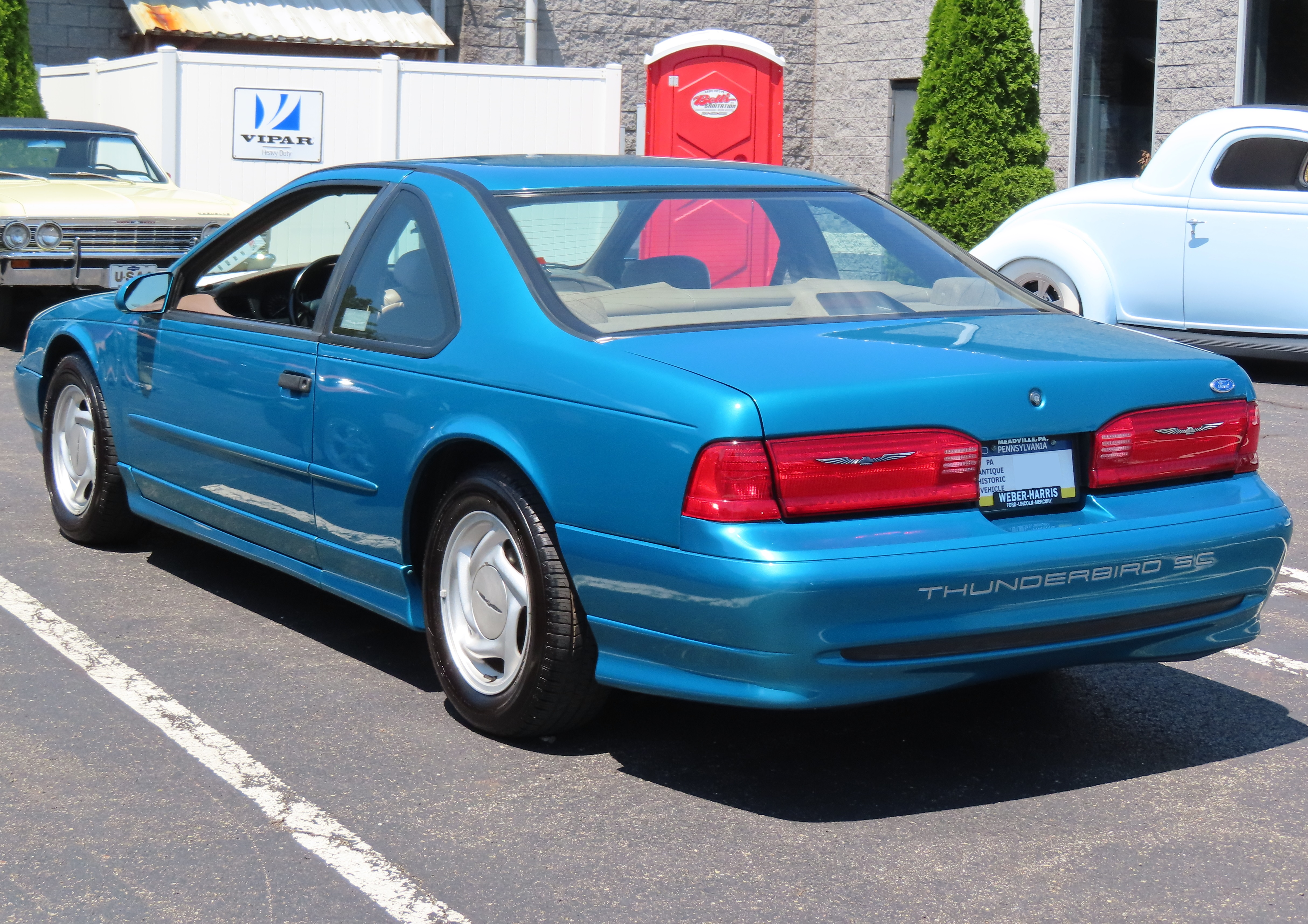
Heckansicht
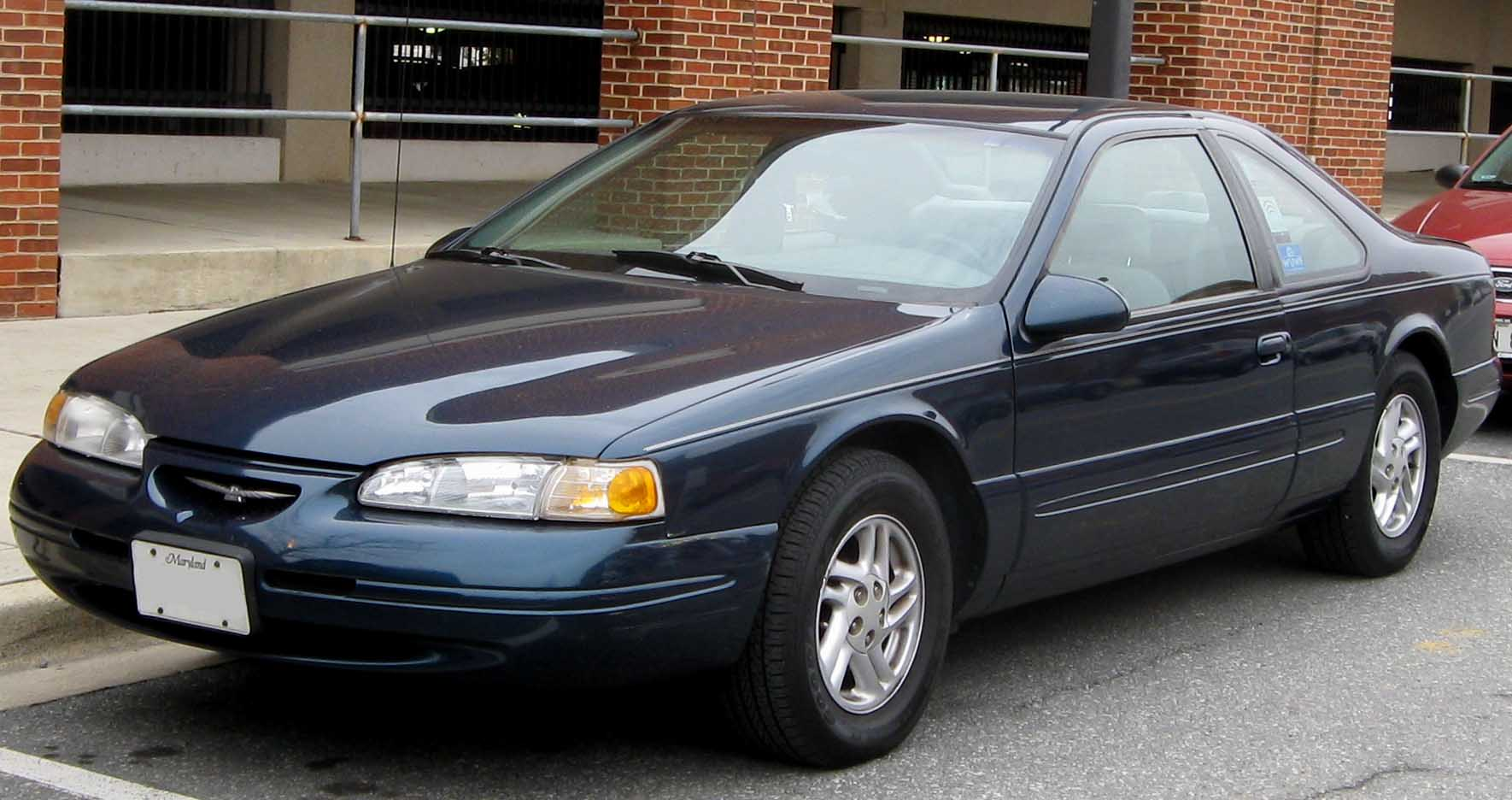
Thunderbird (1996–1997)

| Modelljahr | Stückzahl | Preis ab US-$ |
| ---------- | --------- | ------------- |
| 1989       | 107.996   | 14.612        |
| 1990       | 104.602   | 15.076        |
| 1991       | 077.688   | 15.318        |
| 1992       | 073.892   | 16.345        |
| 1993       | 129.712   | 15.797        |
| 1994       | 120.320   | 16.830        |
| 1995       | 114.823   | 17.225        |
| 1996       | 085.029   | 17.485        |
| 1997       | 073.814   | 17.885        |

| Technische Daten Ford Thunderbird, Modelle 1995 | Technische Daten Ford Thunderbird, Modelle 1995                                                                          | Technische Daten Ford Thunderbird, Modelle 1995                                                                          | Technische Daten Ford Thunderbird, Modelle 1995                                                                          |
| Ford Thunderbird                                | 3.8 | 3.8 SC | V8 |
| ----------------------------------------------- | --- | --- | --- |
| Motor:                                          | 6-Zylinder-V-Motor (Viertakt), Gabelwinkel 90°                                                                           | 6-Zylinder-V-Motor (Viertakt), Gabelwinkel 90°                                                                           | 8-Zylinder-V-Motor (Viertakt), Gabelwinkel 90°                                                                           |
| Hubraum:                                        | 3797 cm³ | 3797 cm³ | 4601 cm³ |
| Bohrung × Hub:                                  | 96,8 × 86 mm | 96,8 × 86 mm | 90,2 × 90 mm |
| Leistung bei 1/min:                             | 104 kW (142 PS) bei 3800                                                                                                 | 157 kW (213 PS) bei 4400                                                                                                 | 153 kW (208 PS) bei 4500                                                                                                 |
| Max. Drehmoment bei 1/min:                      | 292 Nm bei 2400 | 447 Nm bei 2500 | 360 Nm bei 3200 |
| Verdichtung:                                    | 9,0:1 | 8,5:1 | 9,0:1 |
| Gemischaufbereitung:                            | Einspritzung | Einspritzung Roots-Kompressor                                                                                            | Einspritzung |
| Ventilsteuerung:                                | OHV, Kette | OHV, Kette | OHC, Kette |
| Kühlung:                                        | Wasserkühlung | Wasserkühlung | Wasserkühlung |
| Getriebe:                                       | Viergang-Automatik, SC auch Fünfganggetriebe Hinterradantrieb                                                            | Viergang-Automatik, SC auch Fünfganggetriebe Hinterradantrieb                                                            | Viergang-Automatik, SC auch Fünfganggetriebe Hinterradantrieb                                                            |
| Radaufhängung vorn:                             | Untere Dreiecklenker, Dämpferbeine, Schraubenfedern                                                                      | Untere Dreiecklenker, Dämpferbeine, Schraubenfedern                                                                      | Untere Dreiecklenker, Dämpferbeine, Schraubenfedern                                                                      |
| Radaufhängung hinten:                           | Untere Dreiecklenker, obere Querlenker, Schraubenfedern                                                                  | Untere Dreiecklenker, obere Querlenker, Schraubenfedern                                                                  | Untere Dreiecklenker, obere Querlenker, Schraubenfedern                                                                  |
| Bremsen:                                        | Scheibenbremsen vorne (Durchmesser v 27,5 cm), Servo, a.W. ABS Nur SC: Scheibenbremsen rundum (27,5/25,6 cm), Servo, ABS | Scheibenbremsen vorne (Durchmesser v 27,5 cm), Servo, a.W. ABS Nur SC: Scheibenbremsen rundum (27,5/25,6 cm), Servo, ABS | Scheibenbremsen vorne (Durchmesser v 27,5 cm), Servo, a.W. ABS Nur SC: Scheibenbremsen rundum (27,5/25,6 cm), Servo, ABS |
| Lenkung:                                        | Zahnstangenlenkung, servounterstützt                                                                                     | Zahnstangenlenkung, servounterstützt                                                                                     | Zahnstangenlenkung, servounterstützt                                                                                     |
| Karosserie:                                     | Stahlblech selbsttragend                                                                                                 | Stahlblech selbsttragend                                                                                                 | Stahlblech selbsttragend                                                                                                 |
| Spurweite vorn/hinten:                          | 1565/1530 mm | 1565/1530 mm | 1565/1530 mm |
| Radstand:                                       | 2870 mm | 2870 mm | 2870 mm |
| Abmessungen:                                    | 5090 × 1845 × 1335 mm | 5090 × 1845 × 1335 mm | 5090 × 1845 × 1335 mm |
| Leergewicht:                                    | 1605 kg | 1690 kg | 1665 kg |
| Höchstgeschwindigkeit:                          | ca. 180 km/h | ca. 225 km/h | ca. 200 km/h |
| 0–100 km/h:                                     | n. a. | n. a. | n. a. |
| Verbrauch (Liter/100 Kilometer):                | ca. 10–16 | ca. 10–18 | ca. 11–18 |

### „Retro-Birds“ (2002–2005)
2002 lancierte Ford mit der elften Generation ein gänzlich neues Modell mit einem Retro-Design, das eine Reminiszenz an den Ur-Thunderbird der Jahre 1955 bis 1957 darstellen sollte.

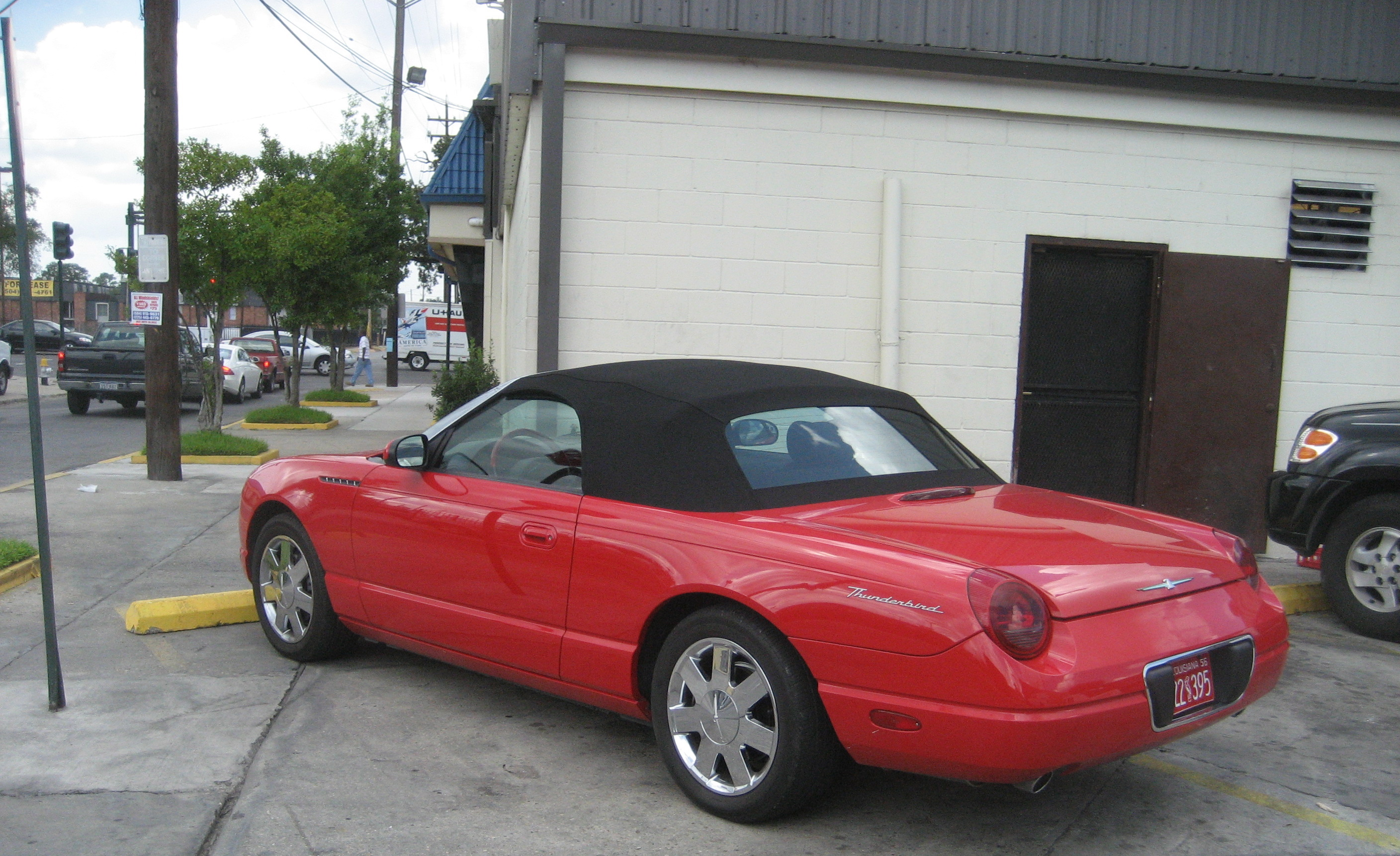
Heckansicht

Das Design stammte von J Mays, die Technik vom Lincoln LS. Lieferbar war das Modell ausschließlich als zweisitziges Cabriolet mit einem 209 kW (284 PS) starken 3,9-Liter-V8 von Jaguar (AJ-V8) zu Preisen um 40.000 US-$. Anfangs wurde der Thunderbird in nostalgischen Lackierungen wie Hellgelb und Türkis und zweifarbigen Innenausstattungen angeboten, ab 2003 fanden Standard-Lackfarben aus dem Ford-Programm Verwendung, und das Interieur war einfarbig gehalten.
Ford rechnete mit einem Absatz von 25.000 Stück pro Jahr, was allerdings zu keiner Zeit erreicht wurde. 2004 verkaufte Ford 11.998 Exemplare, 2005 nur noch 9.548.
Nach über drei Millionen produzierten Fahrzeugen und insgesamt elf Fahrzeug-Generationen rollte am 1. Juli 2005 der letzte Ford Thunderbird vom Band. Die Fertigung wurde ersatzlos eingestellt.
| Modelljahr | Stückzahl | Preis ab US-$ |
| ---------- | --------- | ------------- |
| 2002       | 19.085    | 34.965        |
| 2003       | 14.506    | 37.550        |
| 2004       | 11.998    | 36.925        |
| 2005       | 09.548    | 38.355        |

## Trivia
- In dem Film Blonde Locken – scharfe Krallen entführt der jugendliche Fred, gespielt von Mel Tormé in einem 1959 Convertible ein Mädchen.
- Bruce Springsteen fährt im Video von „I’m On Fire“ in einem weißen Cabrio des Modells der ersten Generation.[3]
- Der Privatdetektiv Dan Tanna, gespielt von Robert Urich, fährt in der Fernsehserie Vegas einen roten 1957er Thunderbird.
- Der CIA Agent Felix Leiter fährt in den 1964 und 1965 erschienenen „James Bond“-Filmen Goldfinger bzw. Feuerball jeweils einen weißen Thunderbird Convertible der entsprechenden Jahre.
- In Diamantenfieber von 1971 wird James Bond in den Kofferraum eines Landau Coupé geworfen und anschließend verschleppt.
- Ein „Retro-Bird“ hat 2002 einen Auftritt im Film Stirb an einem anderen Tag – hier fährt Bonds NSA-Kollegin Jinx einen roten 2002er Thunderbird Convertible.
- Adriana in „Die Sopranos“ fährt einen „Retro-Bird“ in Staffel 5.
- Der britische Schriftsteller und Bond-Erfinder Ian Fleming besaß in der Zeit von 1955 bis 1962 selbst zwei Thunderbirds. Einen schwarzen „Classic Bird“ mit Hardtop und einen viersitzigen 1960er „Square Bird“ mit Hardtop. Diese Leidenschaft soll ihm bei seiner Frau den Spitznamen Thunderbird eingebracht haben.
- In der US-Komödie Leih mir deinen Mann („Good Neighbor Sam“) von 1964 fahren Romy Schneider und Jack Lemmon ein Thunderbird Cabriolet.
- Im 1989er Pilotfilm einer geplanten Wiederauflage der Serie Peter Gunn fährt Peter Strauss, alias Peter Gunn einen elfenbeinfarbenen 1955er Ford Thunderbird Convertible.
- Im Film Born 2 Die fährt Jet Li einen schwarzen „Retro-Bird“.
- In American Graffiti von George Lucas fährt die „geheimnisvolle Blondine“ einen weißen 1956er Ford Thunderbird.
- In der Horrorkomödie Elvira – Herrscherin der Dunkelheit von 1988 fährt die Schauspielerin Cassandra Peterson einen schwarzen Ford Thunderbird Convertible Baujahr 1959 mit Weißwandreifen und dem Spitznamen „macabre mobile“.
- Neben Geena Davis und Susan Sarandon spielte 1991 ein metallic-grüner 1966er Ford Thunderbird Convertible die Hauptrolle in Ridley Scotts Roadmovie Thelma & Louise.
- 1956 nahm der Rock’n’Roll-Sänger Gene Vincent ein Lied mit dem Titel „Pink Thunderbird“ auf.
- In den 1960er Jahren wurden in Songtexten oft Automodelle erwähnt, wie auch bei den Beach Boys: „[…] and she’ll have fun fun fun ’till her daddy takes the T-Bird away […]“.
- Marc Cohn widmete 1990 mit dem Titel Silver Thunderbird seinem Vater und dessen Auto ein Lied.
- In Grease benennt sich die Gang um John Travolta, alias Danny Zuko nach dem Fahrzeug, als „T-Birds“.
- Der Titelheld der deutschen Krimi-Serie Balko fährt in den frühen Folgen einen Thunderbird Hardtop Coupé des Modelljahres 1962.
- In der Fernsehserie Highlander fährt Adrian Paul, alias Duncan MacLeod einen 1964 Ford Thunderbird Convertible.
- In Mafia können zwei Versionen des 1957er Ford Thunderbird als Spezial-Fahrzeuge freigeschaltet werden.
- In Mafia II kann der Spieler einen Thunderbird als sein Fahrzeug wählen.
- In Grand Theft Auto V trifft man häufig auf eine leicht abgewandelte Version des Thunderbird (1955–1957). Auch hier kann der Spieler den Wagen als sein Fahrzeug wählen.